# Razze di Destiny
In Destiny sono presenti diverse razze:

## Umani
Anni dopo l'Età dell'Oro, epoca caratterizzata da grandi scoperte scientifiche e colonizzazione degli altri pianeti, gli umani sono raggruppati nell'Ultima Città sulla Terra. Ora hanno deciso di reclamare il loro sistema solare e un nuovo futuro.

## Insonni
Si dice che gli Insonni siano nati durante il Crollo, figli degli umani che tentarono di fuggire dalla violenza che ne scaturì. Però sull'orlo dello spazio profondo successe qualcosa che li cambiò per sempre. Oggi molti di loro vivono nell'Atollo, un luogo misterioso e distaccato, mentre altri sono tornati sulla Terra dove combattono per la Città.
In termini di design, Bungie si è ispirata a creature fantastiche come elfi, vampiri, fantasmi e angeli.

## Exo
Esseri robotici, perfette macchine da guerra autocoscienti costruite per combattere un conflitto ormai dimenticato, complesse a tal punto da essere un mistero anche per loro stessi. Chiunque li costruì lo fece rispecchiando l'umanità, donandogli l'eterogeneità delle menti e dell'aspetto. Molti vivono nella Città lavorando e combattendo a fianco dei loro fratelli organici.
In termini di design, Bungie si è ispirata a personaggi come Master Chief di Halo e Terminator.

## Caduti
Conosciuti nella loro lingua come Eliksni, sono alieni con quattro braccia che respirano una sostanza nota come "etere" senza la quale morirebbero. Un tempo sul loro mondo arrivò il Viaggiatore che lo rese un paradiso (da qui si capisce la loro adorazione per le macchine), prima che l'Oscurità distruggesse la loro civiltà, evento che verrà ricordato come lo Stravolgimento. I superstiti furono coinvolti in una sanguinosa guerra civile prima di raggiungere una pace inconsistente e viaggiarono nello spazio alla ricerca del Viaggiatore. Arrivarono a seguito del Crollo sulle loro possenti navi, divenendo spietati saccheggiatori, brutali e indifferenti, e intrapresero una guerra contro i guardiani per riutilizzare l'energia del Viaggiatore e ritornare al loro antico splendore. Il Casato Caduto dei Diavoli organizzò un attacco coordinato contro l’Ultima Città mentre quello dei Re entrò in campo insieme a quello dell’Inverno, evento che verrà conosciuto come la Battaglia della Breccia del Crepuscolo. L’ultimo che mancava all’appello era il Casato dei Lupi che, tuttavia, venne fermato dagli Insonni nell’Atollo e permettendo ai guardiani di vincere la battaglia. Quando un nuovo guardiano venne risvegliato da uno Spettro nel Cosmodromo i casati dei Caduti cominciarono indebolirsi: il guardiano uccise il loro Arconte Riksis e il Servitore Primo Sepiks Primo, rivelò il nuovo Casato dell’Esilio sulla Luna che era in perenne guerra con l’Alveare, dove in una missione sconfisse Frigoris, uno dei loro baroni, ed eliminò il Kell del Casato dell’Inverno Draksis su Venere a bordo del suo Ketch Simiks-fel. Il Casato dell’Inverno, tuttavia, ingaggiò il mercenario Taniks, lo Sfregiato, che liberò dalla Prigione degli Anziani dell’Atollo il Prelato Arconte Aksor per farlo diventare la nuova guida del Casato. La regina Mara Sov contattò l’Avanguardia dell’accaduto e in cambio della sua fiducia tre guardiani vennero mandati per eliminare il Prelato Arconte. Il Casato dei Re, fino ad allora rimasto quasi nascosto nel Cosmodromo, perse uno dei suoi Baroni, Phyksin, quando tre guardiani inseguirono la Maliarda Omnigul passando nel loro territorio. In seguito il precedente Kell del Casato dei Lupi, Skolas, evase durante una negoziazione tra la Regina e i Nove – in realtà liberato dal loro agente Xùr – e provocò un’evasione di massa del suo Casato dalla Prigione degli Anziani, autoproclamandosi Kell dei Kell, titolo preannunciato anni addietro dal Casato della Pioggia che indicava colui che avrebbe salvato la loro razza riprendendo il Viaggiatore. Mara fu costretta a chiedere aiuto ai guardiani della Torre per aiutarla a sedare la ribellione, che si allearono con il suo braccio destro Petra Venj e Variks, leader del Casato del Giudizio rimasto fedele alla Regina. Trovarono Skolas su Venere, il quale riuscì a portare dalla sua parte il Casato dell’Inverno, per poi mandare i suoi assassini della Zanna Silente contro i leader dei Diavoli e il suo Barone Yavek da quelli dei Re. I due tentativi di prendere i due casati fallirono, e i guardiani sconfissero anche Taniks, che guidava i Lupi dal loro Ketch Kaliks-Syn. Tornato su Venere, Skolas cercò di controllare la tecnologia dei Vex prima con gli Oracoli della Volta di Vetro e poi con i portali spazio temporali, ma finì sconfitto e catturato vivo da Mara che lo rinchiuse nella Prigione degli Anziani, dove alla fine i guardiani lo sconfissero definitivamente. Durante la Guerra dei Corrotti i Casati subirono gravi perdite quando Oryx li corruppe e li portò dalla sua parte. Approfittando della confusione generale, il Casato dell’Inverno ne approfittò per un altro assalto alla Prigione degli Anziani dove liberarono il Prelato Arconte Nixis; tuttavia i Corrotti li scovarono e corruppero l’Arconte che venne in seguito sconfitto dai guardiani. Nel frattempo gli Arconti del Casato dei Diavoli costruirono lo Stiletto D.A.G.A.-2 per superare i firewall della mente bellica Rasputin e prendere possesso della sua rete di armi. Rasputin, tuttavia, non restò a guardare e inviò un segnale di soccorso ai guardiani che distrussero lo Stiletto. Anche ciò che rimaneva del Casato dei Lupi fece la sua mossa, guidati dal Prelato Arconte Keldar che ricostruì il loro vecchio Servitore Primo Orbiks Primo e scelse come loro nuovo terreno di caccia Marte, riuscendo a scacciare i Cabal dalle fortezze conquistate. Variks inviò un guardiano che smaltì la presenza dei Lupi su Marte e uccise Keldar e Orbiks, lasciando definitivamente i Lupi senza un capo. Un anno dopo la Guerra dei Corrotti, un Prelato Arconte dei Diavoli di nome Aksis ritornò nel casato e sotto la sua guida i Tecnosimbionti trovarono nelle Terre Infette una nanotecnologia dell’Età dell’Oro chiamata SIVA, in grado di assorbire la materia e trasformarla. Una fazione radicale dei Tecnosimbionti, di cui faceva parte anche Aksis, usò la SIVA non come oggetto di culto ma per trasformarsi in esseri cibernetici e raggiungere secondo la loro religione la divinità; Aksis stesso ne uscì completamente trasformato in una macchina, vincendo la dipendenza di etere dei Caduti e autonominandosi Arconte Primo. I nuovi Diavoli tecnosimbionti riuscirono a riportare in vita Sepiks Primo e lo mandarono a distruggere il Tempio del Ferro nell’Osservatorio Vostok sulle montagne. Tuttavia, un guardiano, avvertito da Lord Saladin, ultimo esponente dei Signori del Ferro che combatterono la SIVA, lo fermò e lo mise in fuga. Saladin guidò una campagna contro i Diavoli tecnosimbionti che culminò con la distruzione della Camera di Replicazione della SIVA, lasciando ai Tecnosimbionti solo quella che avevano. Con l’appoggio del ricognitore Shiro-4, un gruppo di Guardiani distrusse definitivamente Sepiks, fermò i folli esperimenti del Sommo Prelato Kovik, il quale stava schiavizzando l’Alveare per usare le parti biologiche atte a potenziare il loro armamento, e impedì ai suoi seguaci di proseguire i suoi esperimenti uccidendo un Abominio dell’Alveare nelle Fosse di Evocazione. Infine una squadra di guardiani lanciò un attacco contro i Tecnosimbionti sconfiggendo l’Arciprelato Vosik e raggiungendo il Complesso della Perfezione dove si nascondeva Aksis, che finì sconfitto proprio grazie alla stessa SIVA. Dopo la Crisi della SIVA il Casato dei Diavoli abbandonò il Cosmodromo, seguito dai Re, dall’Inverno e dall’Esilio. Il Principe Uldren Sov, sopravvissuto durante la Guerra dei Corrotti, incontrò il Kell dei Re con l’obbiettivo di creare un proprio esercito di Caduti. Due anni dopo, durante la Guerra Rossa contro Dominus Ghaul, un nuovo casato dei Caduti fece la sua comparsa: il Casato del Crepuscolo. Inizialmente sconosciuto col tempo si scoprì che erano tutti i Casati riuniti in uno solo: mossi dalla disperazione dopo aver perso così tanti dei loro leader avevano deciso di riunirsi, avverando in un certo senso il sogno di Skolas, ma l'identità di chi li comanda è ancora sconosciuta. Il Casato si trovò subito in guerra con le forze della Legione Rossa e i Guardiani sopravvissuti nella Zona Morta Europea per le risorse, e contro i Vex su Nessus. Seguirono, inoltre, la flotta dell'Avanguardia su Titano, sperando di prendere i tesori dell'Età dell'oro perdute sulla luna, finendo per combattere contemporaneamente le forze dell'Avanguardia e una nidiata dell'Alveare per il controllo delle strutture. Dopo aver sconfitto Ghaul, i Guardiani interruppero varie operazioni dei Caduti che portarono alla morte di numerosi Servitori, Capitani, preziosi rifornimenti di Etere potenziato dalla tecnologia Cabal e persino il Servitore Primo e un Prelato Arconte. Un anno dopo la fine della Guerra Rossa, una nuova fazione dei Caduti emerse dalla Prigione degli Anziani, gli Infami, liberati e guidati dai loro otto Baroni e da Uldren Sov, fratello della regina Mara, che scomparve in seguito alla Battaglia di Saturno. IL Guardiano e Cayde-6 viaggiarono fino all'Atollo per indagare sui disordini, venendo separati. Cayde fu poi battuto, il suo fantasma distrutto, e poi venne ucciso da Uldren a sangue freddo. Indignato dalla sua morte, il Guardiano, agendo di propria iniziativa e non autorizzato dall'Avanguardia, ritornò all'Atollo iniziando la caccia agli Infami e al principe traditore per vendicare Cayde. Anche il Casato del Crepuscolo iniziò a combattere contro gli Infami, in quanto secondo le credenze del loro Arconte, Fikrul, essi erano l'evoluzione della loro specie attraverso l'Etere oscuro che li riportava in vita, dando così inizio a una nuova guerra civile all'interno della razza Eliksni. Petra Venj e il Guardiano si misero in contatto con dei Caduti stanziati alla Riva Contorta, dove il loro Kell, il Ragno, accettò di lavorare con loro per ripulire la Riva dagli Infami una volta per tutte, fornendo informazioni in cambio della distruzione dei comandanti e delle operazioni degli Infami, consentendogli così di ristabilire il controllo e l'influenza sulla Riva. Alla fine, Uldren pianificò di trovare sua sorella Mara Sov usando la Luce di un frammento del Viaggiatore e l'Oscurità presente dentro sé stesso dopo la Guerra dei Corrotti per aprire una porta all'interno della Torre di Guardia degli Insonni presente nei confini della Riva Contorta. Tuttavia, il Guardiano iniziò a interrompere le operazioni degli Infami nel diffondere il caos nell'Atollo. Uno dopo l'altro i loro Baroni caddero, lasciando Fikrul e Uldren che nel frattempo erano giunti alla Torre di Guardia. Dopo che anche Fikrul venne sconfitto il Guardiano scoprì che dietro le azioni di Uldren c'era una creatura corrotta chiamata Riven, che aveva usato il principe come una pedina per liberarsi dalla sua prigione. Fortunatamente il Guardiano glielo impedì, sconfiggendo la sua manifestazione, e alla fine, insieme a Petra, giustiziò Uldren vendicando la morte di Cayde e di tutti coloro che erano morti per mano degli Infami. Nonostante fossero indeboliti gli Infami rimasero sulla Riva Contorta, e i Guardiani continuarono a vigilare sulla regione, sia per mantenere il loro accordo con il Ragno che per assicurarsi che gli Infami non rappresentino più una minaccia: infatti, sebbene non fossero nient'altro che pedine di Riven, gli Infami rimasero attivi nei loro sforzi nel diffondere il caos all'interno dell'Atollo. Il loro Arconte Fikrul, grazie all'Etere oscuro, ritornò in vita e si rimise a capo della fazione, giurando vendetta per la morte dei suoi compagni Baroni. I Guardiani rintracciarono Fikrul nel covo degli Infami e lo sconfissero ancora una volta, ma di nuovo Fikrul giurò che sarebbe tornato per avere la sua vendetta.

### Stiletti
Piccoli robot fluttuanti dotati di una mitragliatrice ad Arco. Viaggiano sempre in gruppo. Pattugliano e sorvegliano un'area e vengono impiegati per passare in luoghi nei quali i Reietti non riescono ad arrivare.
Stiletti ripetitori
Stiletti armati con un mitra gatling che aumenta la loro potenza di fuoco.
Stiletti esplosivi
Stiletti riconoscibili dall'elettricità che li circonda, si avvicinano al bersaglio per poi esplodere.
Stiletti rilevatori
Stiletti armati con fucili conduttori per il cecchinaggio.
Stiletti pesanti
Variante più grossa e resistente dei normali stiletti armati con doppie torrette da Vuoto. 
Stiletti Sovraccarichi
Variante di stiletti presente nell'assalto Schianto dell'Esodo, sono uguali di aspetto a quelli esplosivi ma invece di inseguire i Guardiani per esplodergli addosso, si posizionano sulle piattaforme metalliche, elettrificandole. Durante l'assalto, tentano prima di bloccare la violazione dello Spettro e, nello scontro finale, elettrizzano le piattaforme per impedire ai Guardiani di correre e saltare, esponendoli al fuoco nemico. 
Stiletti del Crepuscolo
Variante di stiletti presenti nella nuova versione dell'assalto Schianto dell'Esodo, emettono un campo di Stasi simile alle granate Crepuscolo, in grado di rallentare e congelare chi vi è troppo vicino.

### Reietti
I Reietti sono il rango più basso della società dei Caduti. Sono sottomessi ed umiliati con rituali d'obbedienza che prevedono l'amputazione delle braccia inferiori. Tentano di mostrarsi valorosi per potersi riguadagnare il diritto di essere promossi e farsi ricrescere i loro arti tarpati. Pochi riescono in quest'impresa. Visivamente si distinguono per l'assenza di due arti, l'equipaggiamento poco raffinato e poco avanzato e le dimensioni ridotte rispetto agli altri membri della specie. Talvolta è possibile incontrare Reietti maggiori armati di lanciashrapnel o lanciagranate pesante.

### Abietti
Caduti apparsi durante la Guerra Rossa, simili ai Vandali ma con solo due braccia e armati con una lancia ad Arco. Sono molto veloci negli scontri in mischia ma risultano fragili.

### Vandali
Sono i soldati dei Caduti, ricoprono vari ruoli, dalla ricognizione all'assassinio, posseggono tutti e 4 gli arti. L'arsenale a loro disposizione è vasto, spazia da fucili d'assalto a fucili di precisione passando per fucili a pompa e lame da combattimento, alcuni posseggono anche mimetiche ottiche che li rendono praticamente invisibili e alquanto letali. Sono spinti in battaglia da una sfrenata sete di sangue. Visivamente si mostrano come creature a 4 braccia con un equipaggiamento avanzato ed un'armatura sofisticata adornata con un mantello, generalmente poco più grandi del giocatore. Su Destiny 2 perdono la possibilità di usare le mimetiche ottiche ma possono usare le braccia inferiori per spostarsi molto velocemente sul campo di battaglia. Talvolta è possibile incontrare dei maggiori armati di lanciagranate pesante.

### Predoni
Apparsi durante la Guerra Rossa i Predoni sono gli esploratori dei Caduti, dotati di mantelli, lame montate sui polsi e un dispositivo mimetico; sono, inoltre, armati con lanciashrapnel e lame elettriche.

### Capitani
Tra i Caduti non si raggiunge il rango di capitano senza aver tradito e pugnalato alle spalle la giusta dose di avversari e pretendenti a questo titolo. Dotati del miglior equipaggiamento e di abbondanti scorte di etere, sono abili sia a distanza che nel corpo a corpo. Il loro equipaggiamento comprende un'arma da tiro, generalmente un lanciashrapnel, una spada utile sia per i combattimenti ravvicinati che per impartire ordini, un'armatura ed un elmo ornati, uno scudo ad Arco in grado di assorbire i danni e se appartengono ad un casato un mantello raffigurante la bandiera di tale casato. Vistosi sul campo di battaglia per le dimensioni, superiori a quelle del giocatore, lo sfarzo dell'equipaggiamento e la capacità di teletrasportarsi, sono avversari temibili.
Baroni
Variante più forte dei Capitani, sono al comando delle navi dei Caduti e possiedono scudi più resistenti.
Capitani Sovraccarichi
Variante Campione dei capitani, estremamente veloci grazie ai loro teletrasporti potenziati e in grado di rigenerare la propria vita costantemente. Per fermarli è necessario usare armi o abilità in grado di causare disturbo, stordendoli e bloccando le loro abilità per qualche secondo.

### Camminatori
I Camminatori sono i carri armati dei Caduti, enormi droni simili a ragni dotati di un cannone laser Solare e di un cannone al plasma sul loro corpo e una mitragliatrice gatling ad Arco sul muso. Sono però molto lenti e infatti tendono a rimanere fermi sul posto. Il modo migliore di distruggerli e rompere le giunture sulle zampe per esporre per qualche secondo il nucleo sulla parte anteriore.

### Bipodi
Unità meccanizzate impiegate dal Casato della Salvezza dopo l'arrivo delle Piramidi nel Sistema di Sol, basati sul progetto del Primo Ribelle della Sciagura dei Kell. Sono pesantemente corazzati, armati di cannone a Vuoto e dotati di jetpack con cui possono effettuare schivate laterali ed emettere una fiammata contro chi si avvicina troppo. Danneggiarli abbastanza fà saltare dallo scafo la piastra che protegge il nucleo, esponendolo ai colpi critici ma facendo in modo che la macchina inizi a volare e bombardare i bersagli con un obice solare altamente distruttivo. 

### Tecnosimbionti
I Tecnosimbionti sono un collettivo segreto dei migliori ingegneri e scienziati dei Caduti presenti in ogni casato - con un ruolo simile a quello degli Stregoni. Il loro compito è quello di potenziare i Caduti attraverso esperimenti cibernetici, una sorta di apoteosi che li renderebbe simili alle macchine che venerano.

### Servitori
I Servitori sono reliquie dell'era dell'oro dei Caduti. Si presentano come grosse sfere meccaniche che ricordano un occhio. Essenziali per i caduti in quanto trasformano la materia in etere, costituiscono efficienti sistemi di comunicazione e difesa in quanto riforniscono e curano i Caduti sul campo e attaccano i nemici con proiettili di Vuoto.
Kaliks minore
Servitori che affiancano Skolas nella Prigione degli Anziani i quali lo forniscono di uno scudo indistruttibile.
Servitori Barriera
Variante Campione dei Servitori che gravitano insieme a gruppi di alleati e li proteggono costantemente da tutti i danni ricevuti. Possono proteggere anche i Capitani Sovraccarichi e, se danneggiati, emettono una cupola riflettente su di loro che devia ogni colpo in arrivo e rigenera la loro salute. Per poterla distruggere occorre usare armi anti-barriera o abilità perforanti, stordendo quindi il servitore e lasciando i gli alleati vicini senza protezione.

### Kell
I Kell sono i leader politici di un casato Caduto. Loro, insieme ai Servitori Primi, controllano i casati e guidano attacchi per riconquistare la loro antica gloria.

### Arconti
Gli Arconti sono gli alti sacerdoti dei Caduti, fungendo da intermediari tra i Kell e i Servitori Primi di ciascun casato. Se un Arconte cade il Servitore Primo diventa vulnerabile agli attacchi. Gli Arconti combattono come i Capitani ma hanno anche la capacità di generare un'onda d'urto contro i guardiani che si avvicinano troppo.

### Servitori Primi
I Servitori Primi sono venerati come dei dai caduti. Ogni casato ha il suo Primo, ed essi sono la fonte principale di etere.

## Alveare
L’Alveare nacque su un gigante gassoso chiamato Fondamento, su uno dei suoi continenti che in realtà erano i resti di alcuni pianeti. La vita del proto-Alveare era dura a causa delle condizioni estreme di Fondamento e della loro vita breve. Il re che governava il continente chiamato Corte di Osmio aveva tre figlie: Xi Ro, Sathona e Aurash, istruite dalla madre Taox per succedere al trono di Osmio. Dopo dieci anni di vita, il re cominciò ad accusare dei segni di follia riguardo a un avvenimento chiamato Sizigia, l’allineamento delle cinquantadue lune del pianeta che avrebbe causato un’enorme onda che avrebbe distrutto le civiltà di Fondamento, e parlava con il cadavere di un verme bianco; mentre Taox temeva che le figlie fossero troppo deboli per succedergli, così orchestrò un piano per assassinare la famiglia reale facendo infiltrare i membri di un regno rivale, i Bevitori di Elio della Corte di Elio e poter succedere al trono di Osmio come reggente. Tuttavia i Bevitori di Elio riuscirono ad uccidere solo il re ma non le sue figlie, che fuggirono a bordo di una nave giurando vendetta contro Taox. Viaggiando per il pianeta trovarono il relitto di una nave nota come la Lancia, recuperata dal maelstrom Shvubi. Xi Ro voleva raggiungere l’Atollo di Kaharn, luogo di ritrovo di molte specie di Fondamento, e venderla all’asta per radunare un esercito di mercenari, ma Aurash voleva usarla per raggiungere le profondità di Fondamento e Sathona l'appoggiò in quanto cominciò a sentire una voce dal verme che aveva preso dal padre. Mentre discendevano le sorelle incontrarono una creatura nota come Leviatano, un discepolo del Viaggiatore, il quale le intimò di non procedere ulteriormente in quanto sarebbero giunte in un luogo chiamato Profondo, ma le sorelle non lo ascoltarono, e una volta giunte all’interno dell’oceano di Fondamento incontrarono le Divinità Larvali Yul, Eir, Xol, Ur e Akka, i quali rivelarono di essere stati imprigionati dal Leviatano e dal Viaggiatore con la speranza che un giorno i popoli di Fondamento li avrebbero trovati. I Vermi fecero un patto con le sorelle: sarebbero entrate in simbiosi con le loro larve ottenendo così l’immortalità, ma avrebbero dovuto soddisfare la fame del verme con la loro indole: Aurash la ricerca della conoscenza, Xi Ro la dimostrazione di forza e Sathona l’utilizzo costante dell’astuzia, altrimenti il verme le avrebbe consumate, e più ottenevano potere più la fame dell’essere sarebbe aumentata. Xi Ro acquisì la forma cavalleresca e divenne Xivu Arath, Sathona la forma materna e divenne Savathûn, e Aurash la forma sovrana e divenne Auryx, divenendo anche maschio. Negli anni successivi i tre fratelli fecero entrare in simbiosi il popolo di Osmio con le larve dei Vermi, dando così vita all’Alveare, con l’obbiettivo di vendicare il tradimento di Taox, la quale fuggì verso una delle lune di Fondamento abitata da una razza nota come gli Ammoniti. Seguendola con le loro navi, Xivu Arath, Savathûn e Auryx scoprirono il Viaggiatore che identificarono come la causa della Sizigia. Iniziò così la brutale crociata dell’Alveare volta a distruggere il Viaggiatore e le civiltà da lui scelte, tra cui gli Ammoniti, l'Ecumene, la Dakaua, l'Armonia, i Qugu e il Taishibethi. Durante la guerra contro l’Ecumene, Auryx scoprì che le Divinità Larvali li avevano ingannati in quanto i vermi al loro interno sarebbero diventati talmente voraci che alla fine non sarebbero più riusciti a sfamarli. Le sorelle decisero di offrire il loro potere ad Auryx per aiutarlo a trovare un modo per salvarli, il quale dopo averle uccise usò quel potere per affrontare la Divinità Larvale a lui legato: Akka, il Verme dei Segreti. Auryx uccise Akka, prendendogli la capacità di parlare con il Profondo e lo descrisse su delle tavolette chiamate Tavole di Rovina. Parlando con il Profondo, Auryx ottenne il potere di prendere la vita e legarla ad esso, diventando così Oryx, il Re dei Corrotti. Durante la guerra successiva con l'Ecumene, Oryx resuscitò Xivu Arath con un atto di guerra e Savathûn con un atto di astuzia. Poi decretò il sistema dei tributi per sfamare i loro vermi tramite le offerte dei loro sottoposti. Temendo di starsi per trasformare in un nichilista, Oryx decise di generare una propria progenie. Dopo essere diventato l’eminenza suprema dell’Alveare in modo che nemmeno Xivu Arath e Savathûn lo avrebbero ostacolato attraverso la Logica della Spada, Oryx figliò con una madre dalla quale nacque Crota, il cui nome, “Divoratore della speranza”, era in onore della loro guerra contro il Viaggiatore, un simbolo per ostacolare il suo operato; dopodiché tagliò una larva a metà con la sua spada, lo Spezzavolontà, e dai pezzi nacquero le prime Maliarde Cantamorte Ir Halak e Ir Anûk. Le due gemelle riuscirono a costruire il costrutto noto come Superanima, grazie al quale un Alveare Ascendente poteva “nascondere” la propria morte, dando loro una resilienza oltre l’immortalità. Incuriosito, Oryx mandò Crota a sorvegliarle, pensando inoltre che avrebbe imparato qualcosa da loro. Tuttavia, mentre Oryx stava parlando con il Profondo, Crota venne ingannato da Savathûn e con la sua spada, usando il potere degli squarci dimensionali, aprì un portale dal quale uscirono i Vex. Per cento anni i figli di Oryx combatterono contro i Vex, che dedussero rapidamente la Logica della Spada tramite un’Idra chiamata Quria, Trasformazione della Lama, e il culto del Profondo. La situazione diventò così grave che la Divinità Larvale Eir fu costretto a richiamare Oryx nel suo regno. Grazie ai suoi poteri Oryx corruppe i Vex mettendoli l’uno contro l’altro, dopodiché afferrò Crota e lo scaraventò nello squarcio intimandogli di ritornare vittorioso o morire dimenticato. In un primo momento, Crota risentì per l’apparente abbandono di suo padre, ma poi lo capì e costruì templi e monumenti in suo onore, diventando un collegamento per il sistema dei tributi verso su padre. Nel frattempo, vedendo che il suo Regno Ascendente era diventato vulnerabile, Oryx lo nascose all’interno dell’Astrocorazzata, creata da un frammento di Akka, in modo da non essere più impreparato. Nel frattempo Quria creò davanti a Oryx una simulazione del suo vecchio sé stesso: Aurash. Oryx guardò la simulazione con divertimento, mentre Aurash guardò Oryx con orrore, chiedendogli che cosa aveva fatto alle sue sorelle e al suo popolo. Alla fine, Oryx sconfisse Quria e lo diede come dono a Savathûn affinché lo studiasse. La guerra contro Armonia si concluse con la distruzione dell’albero consacrato, il dono concesso dal Viaggiatore al suo popolo, che tuttavia divise le strade dei tre fratelli: Savathûn e Xivu Arath non sopportavano che il potere di Oryx offuscasse il loro, così partirono rispettivamente nel buco nero di Armonia e nello spazio profondo. Nel frattempo Crota aveva raggiunto la Luna e ne fece una dimora dell'Alveare costruendo un’immensa fortezza che arrivava fino al nucleo del satellite chiamata Bocca dell’Inferno. Da lì cominciarono ad assaltare la Terra ed entrarono in guerra contro i guardiani, i quali vennero miseramente spazzati via non conoscendo il loro nemico. Una Exo chiamata Eriana-3 radunò una squadra e andarono sulla Luna per sconfiggere Crota, ma vennero sopraffatti e Crota scampò alla morte tornando nel Regno Ascendente. Solo un membro della squadra, Eris Morn, si salvò e fuggì per raccontare la sua storia. Intanto i seguaci di Crota cominciarono a preparare le armate dell’Alveare in attesa del ritorno del loro dio. Tuttavia, un guardiano riuscì a contrastarli e ad arrivare alla Camera della Notte, dove Crota si preparava per ritornare, e a distruggere il cristallo che conteneva la sua anima bandendolo per sempre da quel piano di esistenza. Un altro gruppo di guardiani scese nella Bocca dell’Inferno fino al Trono della Superanima dove alla fine riuscirono a uccidere definitivamente Crota. Dopo aver appreso della morte di suo figlio, Oryx viaggiò verso il sistema solare con la sua Astrocorazzata e la sua flotta per esigere vendetta. Venne fermato dagli Insonni vicino a Saturno, che con il loro sacrificio ne fermarono l’avanzata. Oryx cominciò a usare il suo potere corrompendo i Cabal su Marte e Phobos, diminuendo drasticamente il loro numero, per poi concentrarsi sulle altre specie del sistema. Dopo averlo scoperto su Phobos, l’Avanguardia si preparò per la guerra contro i Corrotti che portò i guardiani a bordo dell’Astrocorazzata e alla sconfitta di Oryx che si rifugiò nel Regno Ascendente. Dopo aver sconfitto i campioni della sua Corte, i guardiani entrarono nel Regno Ascendente dove sconfissero il Sacerdote di guerra, Golgoroth e le Cantamorti Ir Halak e Ir Anûk per poi confrontarsi di nuovo con Oryx nella sua vera forma, una versione gigantesca di sé stesso, il quale utilizzò l’Oscurità per corromperli, ma i guardiani usarono la propria Luce per sconfiggerlo e mettere fine alla sua esistenza. Dopo un anno dalla Guerra dei Corrotti e la morte del loro dio, l’Alveare è rimasto nascosto sulla Terra fino a che i Diavoli tecnosimbionti non hanno disturbato uno dei loro nidi: Kovik, il Sommo Prelato dei Tecnosmbionti, voleva usare le parti biologiche dei membri dell’Alveare per potenziare le loro armi, creando così una furiosa faida tra le due fazioni. I guardiani fermarono appena in tempo Kovik, impedendo così ai Tecnosimbionti di diventare più pericolosi. Due anni dopo, durante la Guerra Rossa una nuova setta dell’Alveare si risveglia su Titano entrando in conflitto con i guardiani dell'Avanguardia e i Caduti per il controllo delle piattaforme. Nonostante gli sforzi del comandante Zavala e della Titanide Sloane l'Alveare stava quasi per far sprofondare nell'oceano del satellite la Nuova Arcologia del Pacifico, finché un Guardiano che aveva recuperato la Luce non fermò questo stallo ripristinando l'energia delle strutture e sconfiggendo molti dei loro membri. Tuttavia i Guardiani misero in dubbio la natura di questa nuova covata poiché notarono delle differenze con quelle affrontate in passato, chiedendosi quale nuovo dio dell'Alveare li stesse guidando. Le prove indicano che si tratta di Savathûn, la Regina Strega e sorella di Oryx. Dopo il caos della Guerra Rossa e il risveglio del Viaggiatore, un nuovo massiccio esercito dell'Alveare, la Pressa di Nokris, che è rimasto dormiente all'interno della tundra ghiacciata del Bacino di Hellas su Marte, emerse per provocare la distruzione del nucleo della Mente Bellica Rasputin. A guidare questo esercito era la Divinità Larvale Xol e il suo araldo, Nokris, il misterioso figlio sconosciuto di Oryx. Sperando di evitare questo disastro e saperne di più sul suo passato, Anastasia Bray chiamò i guardiani per guidare la difesa dell'antica Mente Bellica e affrontare l'Alveare frontalmente. I guardiani affrontarono l'orda di Xol, finché non incontrarono Nokris che mirava a governare il pianeta insieme al suo dio. Nonostante avessero ucciso l'araldo di Xol, la stessa Divinità Larvale si dimostrò troppo potente per i guardiani da sconfiggere. Contro il suo giudizio e con la guida di Ana Bray, Zavala permise ai Guardiani di forgiare una potente arma, la Valchiria, con un po' della potenza stessa di Rasputin. Raggiungendo la Divinità Larvale appena fuori dal nucleo della Mente Bellica, i guerrieri della luce combatterono con la Volontà dei Mille per il destino di Rasputin e Marte. Nonostante il suo immenso potere, Xol fu ucciso dai Guardiani usando la Valchiria, togliendo all'Alveare una delle loro più potenti entità. La Presa di Nokris rimase una minaccia attiva su Marte che i Guardiani continuarono ad affrontare insieme ai resti della Legione Rossa, ma scoprirono che i suoi membri stavano inviando messaggi al di là del sistema diretti a Savathûn, per supplicarla di arrivare e assumere il controllo. A seguito della caduta di Nokris e Xol, l'Alveare entrò in una strana situazione durante la guerra personale tra i Guardiani e gli Infami: uno dei loro Baroni, Hiraks il Plagiamente, che sopravvisse alla Bocca dell'Inferno quando era un Reietto, sviluppò un fascino morboso con per l'Alveare e i suoi poteri, e in qualche modo riuscì a prendere il controllo di una loro grande nidiata che rimase bloccata all'interno della Riva Contorta dopo la Battaglia di Saturno. Hiraks è stato persino in grado di creare il suo Regno Ascendente dalla morte dei suoi nemici, in particolare Cayde-6; fece anche esperimenti sull'Alveare con l'Etere, creando una serie di larve intrise della sostanza. Tuttavia, Hiraks venne affrontato da un Guardiano intenzionato a vendicare la morte di Cayde uccidendo Uldren e gli otto Baroni. Lottando attraverso una nave da guerra dell'Alveare abbattuta, il Guardiano entrò nel Regno Ascendente di Hirak e combatté contro il Plagiamente e i membri dell'Alveare da lui controllati. Nonostante il suo potere e i suoi tirapiedi, Hiraks venne ucciso e ciò causò la destabilizzazione e il collasso del suo Reame Ascendente, lasciando l'Alveare senza un potente leader all'interno dell'Atollo. Più tardi, dopo la morte dei Baroni, cercando di fare un favore al Ragno, i Guardiani ritornarono nella nave da guerra dell'Alveare per distruggere il nido della covata situato in profondità. Combattendo sulla nave e scendendo sempre più in profondità nel nido, i Guardiani incontrarono In Anânh, una Regina della covata, che era anche la consorte di Hiraks e quindi nuova guida della nidiata. Combattendo con la regina sempre più a fondo nel nido, i Guardiani riuscirono a ucciderla. Senza la Regina della covata, i numeri dell'Alveare sulla Riva Contorta continueranno a diminuire. Nonostante questi eventi, la Regina Strega dell'Alveare, Savathûn, continuò a operare nell'ombra, assumendo un controllo quasi completo sui Corrotti, e pianificando di conquistare la Città Sognante degli Insonni, parzialmente trasportata nel Reame dell'Ascendente dopo che Oryx aveva attaccato l'Atollo. All'interno della città, anche uno degli Ahamkara, Riven, fu corrotto, e in seguito divenne uno degli alleati più utili di Savathûn. Riven usò gli Infami e il principe Uldren Sov per cercare di aprire la porta della Città Sognante, apparendo a quest'ultimo come sua sorella Mara Sov, corrompendo lentamente il principe Insonne (che già al suo interno aveva dei residui di Oscurità dopo la fine della Battaglia di Saturno), piegandolo alla sua volontà fino a quando non raccolse ciò che era necessario per aprire le porte della città: una combinazione di Luce e Oscurità. Uldren riuscì ad aprire le porte, ma invece di sua sorella apparve al suo posto la Voce di Riven, una manifestazione dell'Ahamkara corrotto. Tuttavia, ancora una volta a causa delle azioni del Guardiano, la Regina Strega subì perdite e battute d'arresto: il Guardiano fu in grado di distruggere la Voce e vendicare Cayde, ma Riven rimase una minaccia per l'Atollo e l'intero Sistema Solare. Tuttavia, ottenendo finalmente il sostegno dell'Avanguardia, aiutato dai loro alleati Insonni e liberando le Tecnidi dalla presa dei Corrotti, i Guardiani riuscirono a liberare la maggior parte della città e persino a uccidere Riven una volta per tutte. Sfortunatamente per i guardiani e gli Insonni, la morte di Riven era pianificata e avrebbe garantito a Savathun un enorme vantaggio. Negli ultimi istanti prima della sua morte e della distruzione del suo cuore, Riven espresse un ultimo desiderio: corrompere la Città Sognante. Per rendere la situazione ancora più complicata e pericolosa, l'entità rivelò che l'altra sorella di Oryx, Xivu Arath, Dio della Guerra dell'Alveare, era apparsa nella Città Sognante rubando reliquie con pericolose conoscenze. Peggio ancora, le forze dei Corrotti erano apparse per aiutare i campioni dell'Alveare di Xivu Arath. Uno in particolare, Xaras Avidità di Xivu Arath, una Chimera, dimostrò che Xivu Arath era anche vicina ad assumere il controllo sui Corrotti, forse in competizione con la sorella per diventare il nuovo signore e maestro dell'Alveare e dei Corrotti. Tuttavia, grazie agli sforzi dei guardiani, le reliquie rubate furono recuperate e le Chimere distrutte, ma la prova che un altro dio dell'Alveare sia apparso rimane molto preoccupante. Probabilmente per mantenere il suo vantaggio e per espandere il suo potere, Savathûn incaricò sua figlia, Dûl Incaru l'Eterno Ritorno, di espandere ulteriormente la maledizione dei Corrotti nella Città Sognante. Usando Eleusinia, il Tronomondo di Mara Sov, come messinscena e guidando un'orda di Alveare e Corrotti, Dûl Incaru era vicina a completare la maledizione e adempiere alla sua missione ma la Regina Insonne invocò i Guardiani per combattere contro la maledizione. Combattendo al centro di Eleusinia, i Guardiani sconfissero l'Alveare e i Corrotti prima di combattere con la figlia della Regina Strega. Nonostante i suoi poteri oscuri, Dûl Incaru fu sconfitta dai Guardiani, indebolendo la corruzione dei Corrotti all'interno della Città Sognante. Tuttavia, questo apparente fallimento faceva tutti parte dei piani di Savathûn per la città. Dopo la morte di Dûl Incaru per mano dei Guardiani, la Città Sognante tornò allo stato in cui era stata scoperta per la prima volta dai Guardiani, procedendo di nuovo attraverso lo stesso processo di corruzione da parte dei Corrotti e culminando in un'altra battaglia tra Dûl Incaru e i Guardiani. Questo apparente anello temporale, creato dal vex corrotto Quria, realizzò l'obiettivo di Savathun di ammassare tributi per sé stessa attraverso i suoi subordinati all'interno degli spazi con tempi dilatati, e presentò anche ai Guardiani un dilemma: possono più volte abbattere Dûl Incaru e rivivere la stessa serie di eventi, oppure possono rifiutarsi di farlo e permetterle di completare la sua missione.

### Schiavi
Esseri di pura collera nati con l'unica missione di inseguire e dilaniare i nemici con i loro affilati artigli. Sono pericolosi in gruppo anche se facilmente eliminabili. I loro corpi sono di per sé una armatura e i loro artigli carichi di energia ad Arco sono come lame affilate.
Schiavi Maledetti
Schiavi più lenti, meno numerosi ed emanano un bagliore verdastro, maledetti da chissà quale sortilegio si avvicinano e si lasciano esplodere in un'onda di energia pura.

### Accoliti
Creature più avanzate ed intelligenti degli Schiavi, caratterizzati dalla corazza più spessa e da un armamento comprendente una pistola e un pugnale, tendono a mantenersi distanti sparando salve di colpi letali, si muovono sempre in gruppo e sono considerati (da cui il nome) degli sciamani-combattenti.
Fedeli
Variante degli Accoliti, riconoscibili dai cristalli di ghiaccio che sporgono dalla loro schiena, specializzata nel cecchinaggio.
Portatori di Luce
Accoliti dotati di uno spettro. Hanno il potere della sottoclasse del pistolero: sono in grado di usare lo sbarramento affilato più volte, possono usare la schivata e lanciare granate sciamanti.

### Cavalieri
Grado più alto degli Accoliti, i Cavalieri sono i baluardi dell'Alveare, guerrieri fieri, letali, resistenti, potenti, tanto efficaci in difesa quanto in attacco; tra l'orda di creature dell'Alveare spiccano per le dimensioni. Armati con devastanti cannoni o temibili spade non si tirano mai indietro e come le Maliarde guidano le forze dell'Alveare; sono persino in grado di evocare per un breve periodo uno scudo indistruttibile dietro il quale si riparano e rigenerano la propria energia. In Destiny 2 possiedono un elmo con le corna, un mantello a brandelli e un sigillo incandescente lungo i loro volti. Possono anche essere armati di balestre solari che sparano ventagli di proiettili.
Impugnaspade
Variante più forte dei Cavalieri di colore rosso che si trovano nel Trono della Superanima. Una volta sconfitti lasciano a terra le loro Spade Ascendenti in grado di oltrepassare il ponte e ferire i Custodi e Crota.
Custodi
Cavalieri simili agli Impugnaspade ma di colore blu e possono essere sconfitti solo con le Spade Ascendenti.
Cavaliere Mangialuce
Cavalieri presenti nella versione ardua dell'incursione La Caduta di un Re, e devono essere sconfitti prima che facciano detonare le bolle degli Orchi Mangialuce.
Conquistatori
Cavalieri dotati anche di scudi per proteggersi dagli attacchi frontali. Lo scudo può comunque essere distrutto, rendendo i Conquistatori dei normali Cavalieri.
Cavaliere Barriera
Variante Campione di Cavalieri, armati di lanciagranate ad arco o balestre solari ed in grado di creare una cupola impenetrabile per proteggersi e rigenerare la salute persa quando vengono danneggiati. Per poterla distruggere occorre usare armi anti-barriera o abilità perforanti, stordendo quindi il Cavaliere per qualche secondo.
Portatori di Luce
Cavalieri dotati di uno spettro. Hanno il potere della sentinella, potendo lanciare due scudi rimbalzanti in successione, possono creare barricate protettive e lanciare granate soppressive.

### Maliarde
Fautrici e creatrici di tutte le magie dell'Alveare, questi esseri volanti sono fortemente legati all'Oscurità e svolgono il ruolo di sciamane, alla guida delle forze dell'Alveare, sono capaci di lanciare sortilegi molto potenti; se percepiscono un pericolo vicino si circondano di una coltre di veleno che impedisce di vederle per un certo periodo di tempo. Sono pericolose e, anche se fragili una volta eliminato il loro scudo Solare, non vanno assolutamente sottovalutate.
Portatrici di Luce
Maliarde dotate di uno spettro. Hanno il potere di un'evocatempeste: possono usare il trance della tempesta, evocare delle sorgenti curative e lanciare granate ad impulsi.

### Orchi
Creati dagli orribili rituali delle Maliarde sugli Schiavi, gli Orchi sono possenti guerrieri più grandi di un Cavaliere. Carichi di magia dell'Alveare, sono in grado di spazzare via interi gruppi di nemici in un lampo usando il temibile raggio oculare di Vuoto. Nonostante l'elevato potenziale d'attacco sono abbastanza fragili ma non di meno temibili avversari, soprattutto quando la loro salute è bassa, momento in cui entrano in uno stato di berserk e caricano i loro bersagli.
Orchi Inarrestabili
Variante Campione degli Orchi, estremamente resistenti a tutti i danni, caricano i nemici che vedono a testa bassa, sferzandoli con il loro raggio oculare e decimandoli con il loro pestone letale. Per poterli fermare è necessario usare armi o abilità stordenti, riducendo drasticamente la loro resistenza ai danni per qualche secondo.

### Urlatori
Congegni volanti realizzati dall'Alveare per colpire i nemici a distanza con colpi di Vuoto a ricerca. Chiamati così perché, una volta esplosi, emanano un forte urlo e rilasciano dei proiettili capaci di inseguire il bersaglio. In Destiny 2 sparano un flusso continuo di proiettili ma perdono il loro attacco finale.

### Ascendenti
Gli ascendenti sono i più antichi e potenti guerrieri e guerriere dell'alveare essendo al loro ultimo ciclo di vita essi possono entrare in quello che i guardiani chiamano "mondo ascendente" un luogo fatto di oscurità dove gli ascendenti vivono e si rafforzano. Tra gli ascendenti più conosciuti, ci sono Oryx, suo figlio Crota e le sue sorelle Ir Anuk e Ir Alak e suo fratello Nokcris, ma esistono anche dei Cavalieri dell'Alveare noti col nome di ascendenti.
In termini di design, Bungie ha preso ispirazione dai non morti delle fantasy fiction infondendo caratteristiche religiose.

## Vex
Un'antica specie di alieni robotici architetti di tutti gli antichi complessi che si pensa si trovino in ogni corpo celeste, nessuno sa ne chi li abbia costruiti ne perché ma si pensa siano nati nel Giardino Nero. Ciò che è sicuro è che possiedono una coscienza condivisa tra tutti i Vex, ciò li rende a tutti gli effetti un'unica creatura sebbene divisi in "Menti" controllate dai Nexus, e che tutti contengono un liquido biancastro noto come "fluido radiolare" che sarebbe il loro vero corpo. Si pensa che milioni di loro siano pronti ad arrivare su qualsiasi pianeta in un istante, passando interi sistemi in una frazione di secondo. Vennero portati nella nostra dimensione quando Crota, istigato da Savathûn, creò uno squarcio dimensionale con la sua spada portandoli nel Regno Ascendente di Oryx. I Vex compresero il significato della Logica della Spada dell’Alveare e cominciarono a combattere per cento anni contro di loro. Solo quando Oryx, allarmato dal Verme Eir, tornò nel suo regno i Vex vennero sconfitti in quanto messi l’uno contro l’altro dal potere di Oryx. Quando arrivarono nel Sistema Solare cominciarono a edificare i loro edifici sulla superficie di Venere pochi miliardi di anni prima dell’esistenza dell’umanità, venendo alla luce solo quando Venere fu reso ospitale dal Viaggiatore. I Vex, tuttavia, avevano una concezione filosofica della vita secondo cui loro avrebbero portato la perfezione nell’imperfezione tramite le loro costruzione, tutte collegate ai vari Nexus della loro rete, perciò si dimostrarono subito ostili verso l’umanità; in seguito trasformarono completamente Mercurio in una macchina. Quando i guardiani Kabr, Pahanin e Praedyth si avventurarono nella Volta di Vetro, una grande confluenza della rete Vex, dovettero combattere contro le sue difese. Pahanin riuscì a fuggire, ma Kabr morì e Praedyth rimase intrappolato e perso nel tempo. Il suo segnale di soccorso venne ricevuto solo durante la Guerra dei Corrotti, quando un’Idra corrotta chiamata Morphon cercò di corrompere tutti i Vex attraverso lo spazio tempo. Messi alle strette dallo stesso potere che in passato li aveva sconfitti, i Vex decisero di lasciare entrare un guardiano per mettere fine alla corruzione della loro confluenza temporale. Il guardiano sconfisse Morphon, salvando i Vex e ritrovando, purtroppo, i resti di Praedyth e del suo Spettro. Nonostante questo momento di cooperazione, i Vex non avevano intenzione di cessare le ostilità nei confronti dei guardiani. La rete Vex, tuttavia, subì parecchi danni: molte delle loro Menti Axis furono distrutte, incluso il cuore del Giardino Nero, e loro stessi furono decimati dai Corrotti. Alcuni, però, credettero che i Vex cominciassero a preparare delle contromisure. Durante la Guerra Rossa vennero cacciati da Marte dalla Legione Rossa che riuscì anche a distruggere il portale del Giardino Nero, ma riuscirono a convertire il pianeta Nessus in una delle loro macchine, difendendolo dalle forze di occupazione Cabal. A seguito della sconfitta di Ghaul e del risveglio del Viaggiatore, le Menti Vex iniziarono a richiamarli su Mercurio, tra i quali i Precursori e Discendenti, per portare a compimento il loro fine ultimo che riguardava l'estinzione di ogni vita nel Sistema Solare e la Fine di Luce e Oscurità. Ciò portò l'Avanguardia ad allearsi con lo Stregone esiliato Osiride e i membri del suo culto per fermare il Vex Panoptes, che attraverso la Foresta Infinita stava trovando il modo di scoprire come avverare il futuro oscuro. Col tempo Panoptes fu fermato dai Guardiani e da Osiride impedendo così la vittoria dei Vex. Ad un certo punto, il Leviatano consumò una porzione di Nessus che conteneva una potente Mente Vex, Argos, Nucleo Planetario, che causò il malfunzionamento del nucleo del Divora-mondi. L'imperatore Calus invocò immediatamente l'aiuto dei Guardiani che eliminarono i Vex e la loro Mente Axis. Calus salvò i Guardiani dall'essere risucchiati nel Leviatano e li ricompensò per i loro sforzi.

### Goblin
Costituiscono la maggior parte dei Vex esistenti, sono fanteria efficiente guidati da un'unica mente. Come tutti i Vex sono capaci di teletrasportarsi per brevi distanze indipendentemente, formano falangi che avanzano inesorabili. Distruggere la loro testa serve solo a mandarli in uno stato di berserk che li porterà a muoversi e sparare più velocemente.
Fanatici
Goblin presente nella Volta di Vetro, senza testa ed emana una luce verde. Se un fanatico colpisce l'obbiettivo o viene ucciso creerà una pozza verde che applicherà il Marchio di Negazione, concedendo ai guardiani pochi secondi per essere purificati. In Destiny 2 sono luminosi e vengono impiegati per decimare gli avversari.

### Hobgoblin
Variante del Goblin specializzata nel cecchinaggio. È fornito di sofisticate ottiche e acuti sensori nelle corna. Se attaccato fa scattare un protocollo di difesa che attiva uno scudo impenetrabile per breve tempo, ciò gli dà modo di radunare altri Vex attorno a lui. In Destiny 2 possiedono due code ed emettono un bagliore a indicare il loro scudo caricato; durante la fase in cui sono invulnerabili possono rigenerare una piccola parte della loro salute.
Hobgoblin Barriera
Variante Campione di Hobgoblin, armati di fucile da cecchino o di laser a vuoto, possono creare una cupola impenetrabile quando vengono danneggiati, rigenerandosi la salute persa. Per poterla distruggere occorre usare armi anti-barriera o abilità perforanti, stordendo quindi l'Hobgoblin per qualche secondo.

### Minotauri
Bipede Vex altamente robusto, vanta resistenti scudi di Vuoto e una possente corazza, per non parlare del temibile cannone lanciagranate che impugnano. Principalmente si occupano di coordinare i Vex minori sul campo di battaglia ma se la situazione lo richiede diventano temibili macchine assassine che utilizzano la loro abilità di teletrasporto per accorciare le distanze tra sé stessi e il nemico, per poi finirlo con un potente attacco corpo a corpo. In Destiny 2 possono usare anche fucili laser ma presentano il tipico punto debole dei Vex all'addome.
Pretoriani
Variante del Minotauro presente nella Volta di Vetro. Estremamente più potente e in grado di rigenerare gli scudi anche senza la testa.
Minotauri Sovraccarichi
Variante Campione di Minotauri, armati di lanciagranate o fucili laser ed in grado di rigenerarsi la salute costantemente. Molto più aggressivi di quelli normali, i Campioni caricano i nemici tramite i loro teletrasporti più frequenti, continuando a sparare e poi colpire con il loro corpo a corpo. Per fermarli è necessario usare armi o abilità che causano disturbo, stordendoli e bloccando i loro teletrasporti e la rigenerazione.

### Arpia
Agile e veloce unità d'assalto volante Vex spesso utilizzata per ricognizioni e pattuglie, si aggirano sempre in gruppo. I loro pregi si limitano a questo, visto che per fare fuoco devono fermarsi e stabilizzarsi diventando facili bersagli per chiunque. In Destiny 2 ve ne è una variante illuminata da luce del Vuoto armata di un fucile laser.
Supplicanti
Variante dell'Arpia evocate da Atheon nella Volta di Vetro e poi presenti nel Giardino Nero e oltre. Distinguibili dal ticchettio e dagli sbuffi di fumo radiolare come i Fanatici, volano velocemente contro il bersaglio e si fanno esplodere, causando gravi danni quasi sempre letali.

### Idra
Piccole fortezze in miniatura, questi Vex fluttuanti sono circondate da uno scudo impenetrabile che ruota loro attorno, ovviamente questo scudo permette loro di fare fuoco con i potenti mortai energetici, se affrontate da soli sono un grosso problema ma se si è in gruppo diventano abbastanza semplici da affrontare. Prima di morire esplodono in una potentissima deflagrazione che distrugge tutto ciò che le era nelle vicinanze. In Destiny 2 possiedono tre scudi e la loro esplosione finale ha una raggio più grande.

### Ciclope
Si tratta di una gigantesca torretta capace di sparare devastanti colpi di Vuoto. Il suo punto debole è l'occhio centrale che, se colpito ripetutamente, manderà in tilt il Ciclope che inizierà a sparare a caso senza mirare.

### Viverna
Enorme unità bipede dei Vex, incontrate per la prima volta su Europa, dall'aspetto ibrido tra un minotauro ed una arpia. Si contraddistinguono per la stazza e le loro ali di tentacoli energetici che fungono da schermatura, bloccando i colpi nemici ai lati. Sono armate di cannoni particellari a vuoto che sparano rose di proiettili che si aprono a croce in base a quanto lontano arrivano. Possono anche eseguire schianti di energia ad arco dopo esserci librate brevemente in aria, spingendo via i loro bersagli all'atterraggio. Sono altamente corazzate e nascondono la loro capsula di Radiolaria sulla schiena, che viene esposta brevemente se stordite. 

### Oracoli
Cubi luminosi incontrati nella Volta di Vetro, usati dai Vex come potenti armi. L'assenza di attacchi viene compensata con gli effetti che infliggono ai bersagli in base ai loro colori: giallo: presenti durante la battaglia con il Templare, infliggono il Marchio di Negazione, un timer che ucciderà chiunque sia sotto l'effetto del Rituale di Negazione del Templare ma che può essere fermato distruggendo l'Oracolo; rosso: presenti durante la battaglia con Atheon, infliggono la Profezia del Destino, che uccide i guardiani allo scadere del tempo; verde: presenti durante la battaglia con Morphon, questi Oracoli, al contrario dei precedenti, evocano uno scudo che protegge Morphon e che può essere disattivato distruggendoli.

### Menti
Le Menti Vex sono i più potenti nemici di questa razza mai conosciuti. Sono spesso a guardia di luoghi importanti per i Vex come il Giardino Nero,il portale Restorativo o le profondità della Rete del Nexus.

## Cabal
Una specie altamente militarizzata, tatticamente efficiente, disciplinata e ostinata. Creature alte più di 2 metri e pesanti più di 350 kg. Formano la più potente forza militare del sistema, i loro scopi sono ignoti, si sa che provengono da un altro sistema solare e che probabilmente il loro impero supera i confini esplorati dall'uomo. I loro legionari indossano possenti armature che simulano l'ambiente ad alta gravità del loro pianeta natio, nonostante le dimensioni le loro armature sono dotate di jet-pack che gli permettono di effettuare poderosi balzi sul campo di battaglia. Le loro tattiche prevedono truppe di fanteria assistite da unità aeree, truppe d'élite e unità super-pesanti. Secondo i Cabal il primo imperatore era un eroe di nome Acrius. Nei primi giorni di questo nuovo impero, l'imperatore governava al fianco dell'aristocrazia venale militare conosciuta come Pretorato, che permetteva alle persone di soffrire in modo che le Legioni che le servivano potessero crescere. Quando Calus divenne il nuovo imperatore ordinò che la terra venisse epurata da qualsiasi pietra o pianta per avere un deserto di puro bianco. Tre giorni dopo fu costruito un padiglione viola e la corte di Calus fu ricreata in ogni dettaglio. Il primo atto della sua incoronazione fu di eliminare il Pretorato corrotto. Con la sua guardia imperiale marciò nel tempio dove assassinò tutti i membri tranne uno, il Console, che esiliò nella terra desolata come simbolo della rivoluzione che avrebbe presto soppresso. Quindi concesse la cittadinanza alle varie Legioni e promosse il generale Umun'Arath come Primus di Ogni Legione. Durante questo periodo, Calus trasferì la capitale a Torobatl in modo che potesse essere più vicina alla sua gente, lanciando parate quotidianamente. Seguendo la sua "grande epurazione", Calus parlò alla gente di Dau'uss, annunciando che aveva recuperato la ricchezza e il saccheggio dell'élite del Pretorio. Secoli dopo aver distrutto la macchina chiaroveggente OXA degli Psionici, Calus venne a sapere che era stata ricostruita sulla luna di Brand. Umun'Arath mandò le sue navi a bombardare la luna, ma Calus le fermò e propose invece un'alleanza con Otzot, lo Psionico che ricostruì la macchina. Ma il regno di Calus non era privo di problemi personali. Era diffidente nei confronti di Umun'arath per la sua paranoia e la fissazione ossessiva sulla guerra. La sua stessa figlia ed erede, Caiatl, crebbe allo stesso modo nonostante i suoi sforzi. Uno dei piaceri di Calus era il colosseo, e un giorno un gladiatore albino di nome Ghaul fece la sua prima apparizione. L'abilità paziente di Ghaul e la sua insolita colorazione lo resero presto uno dei preferiti di Calus, e l'imperatore alla fine lo rese Primus della Legione Rossa, dove i suoi talenti sarebbero stati utilizzati meglio. Calus crebbe e amò Ghaul come un figlio e credette che fossero spiriti affini dato che entrambi sognavano un mondo nuovo e perfetto. Dietro alle spalle di Calus, però, Ghaul stava organizzando un colpo di stato con il Console (che lo aveva trovato e allevato quando era un orfano) e alcuni dei più cari amici e consulenti di Calus: Umun'arath, Shayotet, Otzot, Moli Imoli, Iska'al e Caiatl. Ghaul agì nel cuore della notte, ma nonostante la vittoria l'imperatore era troppo popolare per essere semplicemente ucciso, così decisero di esiliare Calus e un certo numero di sostenitori nella sua stessa corte a bordo del Leviatano, portato lontano dall'impero lungo un corso pre-programmato. Sul Leviatano Calus venne preso dalla disperazione per un periodo di tempo sconosciuto fino a quando uno strano evento lo scosse dal suo torpore. Il Leviatano si era scagliato contro una distesa di nulla assoluto, mettendo in corto circuito i sistemi di navigazione e il corso che i cospiratori avevano stabilito. Calus guardò nel vuoto e arrivò a capire, credendo di essere stato scelto per compiere una grande vittoria in suo nome. Da quel momento in poi Calus cambiò e prese il controllo del proprio destino giurando vendetta. Con il controllo del Leviatano nelle sue mani, Calus partì per un lungo viaggio, visitando strani regni e antiche rovine. Questo cementò sia la sua convinzione che la sua filosofia edonistica era corretta e il suo intento di riconquistare il suo impero. Lungo la strada riunì le forze per rafforzare i suoi Lealisti, creò le Ombre come suoi campioni d'élite, si alleò con varie razze aliene come i Clipse e i Sindu, e inviò messaggi promettendo che chiunque avesse ucciso i suoi cospiratori avrebbe ricevuto grandi ricchezze e gloria. Alla fine stabilì un percorso per il sistema solare, che la Legione Rossa stava progettando di attaccare. Mandò le sue Ombre ad assassinare Ghaul e fallì, ma apprese che altri guerrieri nel sistema potevano servire ai suoi scopi. In seguito alle numerose conquiste i Cabal arrivarono ad un certo punto dopo il Crollo prendendo come testa di ponte Phobos per poi conquistare Marte riempiendolo delle loro basi militari e cominciando una guerra di logoramento con i Vex della Proibizione Virgo. Quando un esercito Cabal va in guerra non può ritornare nell’impero fino al compimento della sua vittoria. Ciò presumibilmente prevede che le truppe Cabal possano resistere a lunghe campagne di guerra. Molti Cabal di Marte, però, cominciarono ad accusare segni di frustrazione in quanto costretti a respingere infiniti assalti dei Vex oltre agli attacchi dei guardiani. Uno Spettro ritrovato su Marte, in particolare, descrive che c’è un dissenso visibile tra i loro ranghi che potrebbe portare a uno scisma. Addirittura una forza Cabal guidata da Valus Trau'ug uccise i suoi superiori perché non gli avevano dato l’autorizzazione per attaccare l’Atollo, in quanto Trau’ug credeva che fossero deboli, finendo però sconfitti, imprigionati nella Prigione degli Anziani e disconosciuti dall’Alto Comando Cabal, venendo ribattezzati la Legione Infranta. Prima dell’inizio della Guerra dei Corrotti, l’avanguardia ipotizzò che una nuova task force Cabal, chiamata Bruciatori del Cielo, si stesse organizzando su Phobos per preparare un attacco su vasta scala contro la Città. Tuttavia, i Bruciatori del Cielo furono decimati dal potere di Oryx che li corruppe, ma il Re dei Corrotti non si fermò a loro: le perdite stimate tra le forze su Marte furono 58% i Mangiatori di Sabbia, 35% la Legione Cieca e 39% i Giganti della Polvere. A seguito di questa pesante sconfitta, Primus Tau’un, comandante dei Bruciatori del Cielo, inviò una relazione secondo cui la tecnologia dell’Alveare potesse essere usata anche dai Cabal, in particolare contro i Guardiani. La sua relazione giunse a Dominus Ghaul, il quale ordinò a Tau’un di invadere l’Astrocorazzata e di catturarla con qualsiasi mezzo necessario. Tau’un usò la sua nave da guerra, la Dantalion Exodus VI, per speronare l’Astrocorazzata e stabilire una testa di ponte. Mentre di dirigeva con una squadra al Mausoleo per raggiungere il Regno Ascendente di Oryx, Tau’un fu corrotto dal Re dei Corrotti che lo fece diventare una delle sue due guardie insieme all’Orco Baxx. I fratelli di sangue di Tau’un, Valus Mau'ual e Valus Tlu'urn, si avventurarono nell’Astrocorazzata, raggiungendo il nucleo e impiantandovi degli esplosivi. Il loro piano era vendicare la morte di Tau’un, oppure una sorta di scambio credendo che fosse ancora vivo. Fortunatamente furono fermati da dei guardiani in quanto l’esplosione che si sarebbe generata avrebbe distrutto metà del Sistema Solare. I Bruciatori del Cielo, vista la situazione, mandarono un messaggio di soccorso all’impero Cabal. Su Marte, intanto, le già stremate forze dei Cabal dovettero affrontare ciò che rimaneva del Casato dei Lupi, i quali, grazie al loro Servitore Primo ricostruito, Orbiks Primo, decisero di prendere il pianeta come loro terreno di caccia. I Cabal dovettero ritirarsi dalle loro basi ormai conquistate, ma un Guardiano riuscì a sconfiggere Orbiks e a spezzare di nuovo la leadership del casato. Poco dopo la sconfitta di Oryx, un agente della Nuova Monarchia inviò una relazione all’Esecutore Hideo: dato che molti dei loro leader erano stati tutti sconfitti, l’impero Cabal non avrebbe avuto altra scelta che rispondere personalmente. Due anni dopo, infatti, la Legione Rossa, guidata personalmente da Dominus Ghaul, lanciò un massiccio attacco a sorpresa contro l’Ultima Città, riuscendo a occuparla e intrappolare il Viaggiatore in un'enorme gabbia con la quale Ghaul avrebbe preso la Luce e rendere i Cabal i nuovi Guardiani. La Legione Rossa cominciò a espandersi in tutto il sistema, riuscendo addirittura a sconfiggere i Vex su Marte e a distruggere il portale per il Cuore del Giardino Nero, entrando in conflitto con le altre razze e braccando i Guardiani ormai senza luce; inoltre vicino al Sole venne fatta posizionare l'Onnipotente, una stazione adibita a superarma in grado di distruggere le stelle se i Guardiani avessero ancora opposto resistenza. L'Oratore venne fatto prigioniero e interrogato da Ghaul personalmente cercando di capire la vera natura del Viaggiatore e cercare di guadagnare il suo potere anziché conquistarlo. Un Guardiano, tuttavia, ebbe una visione di un frammento del Viaggiatore nella Zona Morta Europea e entrando in contatto con esso riacquisì la Luce, cominciando una campagna insieme ai leader dell'Avanguardia che cominciò a mettere la Legione Rossa con le spalle al muro, sconfiggendo anche una delle Guardie Insanguinate di Ghaul, Thumos l'Incolume, e usando i suoi codici d'accesso per usare una nave per arrivare all'Onnipotente e disabilitarla mentre contemporaneamente l'Avanguardia iniziò un assalto per riconquistare la Città. Udendo sia l'attacco che la perdita dell'Onnipotente, il Console chiese a Ghaul di prendere la Luce dal Viaggiatore per distruggere i Guardiani, tuttavia questi rimase fermamente convinto di aver bisogno di dimostrare il suo valore per essere scelto dal Viaggiatore. Tuttavia, nella sua rabbia, il Console liberò l'Oratore indebolito e fece in modo che Ghaul fosse già stato scelto, non dal Viaggiatore ma dal Console, il giorno in cui lo trovò orfano e lo innalzò per essere il guerriero che avrebbe salvato la loro gente e promettergli vendetta. Convinto da questo argomento, ma irritato dall'arrogante insubordinazione del Console, Ghaul uccise il suo vecchio consigliere mentre giurava di prendere la Luce con la forza. In cima alla sua nave da guerra vicino alla gabbia del Viaggiatore Ghaul affrontò il Guardiano infuso la Luce che gli diede abilità simili a quelle dei Guardiani. Dopo una feroce battaglia Ghaul fu comunque sconfitto; tuttavia utilizzò l'abilità solare Radianza per resuscitare come una grande figura eterea dichiarandosi immortale. In quel momento il Viaggiatore si svegliò dal suo sonno, distruggendo il dispositivo che stava raccogliendo il suo potere per poi distrugge Ghaul stesso, mandando un'enorme onda d'urto attraverso il pianeta e il sistema, ripristinando la Luce e ponendo fine alla minaccia di Ghaul per sempre. Con la loro Luce restaurata, i Guardiani riuscirono a reclamare la Città e allontanarono la Legione Rossa. Per la prima volta nella storia, la Legione Rossa conobbe la vera sconfitta e il loro capo apparentemente imbattuto era morto. Nonostante la morte di Ghaul e la liberazione dell'Ultima Città, la Legione Rossa continuò a portare avanti la Guerra Rossa, ma è divenne seriamente indebolita e demoralizzata dalla perdita del loro capo. Anche così, i Guardiani continuarono a combatterli attraverso il Sistema. I Guardiani riuscirono a contrastare numerosi e disperati complotti che i Cabal progettavano per dare loro un vantaggio: usare l'energia dei Corrotti per rafforzare i loro membri, usare Protheon la Mente Modulare come arma e acquisire armi letali da Bracus Zahn. Dopo la morte di Ghaul, l'ex imperatore Calus arrivò nel Sistema Solare e immediatamente si mise al lavoro per reclamare l'impero. Diede agli elementi della Legione Rossa ormai dispersi la possibilità di "unirsi al regime lealista", mandandoli in missione per raccogliere dati geologici su Nessus. Calus intendeva convertire il suolo del pianeta in "vino reale". Calus estese il suo invito anche ai Guardiani che avevano ucciso Ghaul, i quali accettarono la sfida e, dopo un lungo viaggio attraverso il palazzo di Calus e sconfiggendo i suoi Lealisti, lo incontrarono di persona nella sua sala del trono. Affrontando l'imperatore i Guardiani scoprirono che il Calus che stavano affrontando era in realtà un clone robotico. Indipendentemente da ciò riuscirono a distruggerlo, ma prima Calus si vantò del suo potere e pretendeva di conoscere la "vera verità" sulla galassia e lo scopo del Viaggiatore. Ciò nonostante ricompensò i Guardiani per aver completato la sua sfida e offrì loro un posto al suo fianco nel caso lo avessero desiderato. Alcuni mesi più tardi, l'imperatore Calus invocò di nuovo i Guardiani quando il Leviatano risucchiò un frammento di Nessus che conteneva una potente Mente Axis, Argos, Nucleo Planetario, che intasò così l'enorme nave. Chiedendogli di riparare la sua nave, i Guardiani attraversarono le viscere del Leviatano e riuscirono a ripararlo e a combattere contro Argos nelle fauci ardenti della nave. Dopo una pericolosa lotta contro la Mente Vex, i Guardiani riuscirono a disabilitare il suo scudo e a distruggerlo. Tuttavia, i Guardiani stavano quasi per essere divorati dal Leviatano, ma fortunatamente Calus li salvò premiandoli per il loro successo, offrendo loro ancora una volta più del semplice potere della Luce. Inoltre li avvisa cripticamente che la "fine" è vicina e quindi devono essere pronti, poiché li troverà di nuovo. Qualche tempo dopo, in seguito alla fine della Guerra Rossa, nel posto vacante lasciato dalla morte di Ghaul, un ex Val, Ca'uor, approfittò del vuoto di potere e rapidamente si affermò come comandante della Legione Rossa. Sotto la sua direzione, sperava di rifornire la Legione Rossa saccheggiando la tecnologia Vex su Mercurio e raccogliere energia su Marte per riacquistare le forze dopo aver fallito nel catturare il Viaggiatore e sconfiggere i Guardiani. Tuttavia, entrambi gli sforzi portarono rispettivamente al conflitto con i Vex e l'Alveare. Dopo che la Divinità Larvale Xol fu ucciso, Val Ca'uor guidò una flotta contro il Leviatano per uccidere l'imperatore Calus e prendere la nave per gli scopi della Legione Rossa. Le sue forze occuparono la Guglia delle Stelle, infliggendo molte perdite ai Lealisti, distruggendo persino uno dei duplicati robotici di Calus. Tuttavia, una squadra di Guardiani fu inviata da Calus in risposta e, con l'aiuto dei suoi poteri psichici, attaccarono la guglia, uccisero molte delle sue truppe, e decimarono la flotta della Legione Rossa. Ca'uor fu infine intercettato all'Osservatorio Celestiale e nella battaglia successiva fu sopraffatto dalla squadra. Calus rimase impressionato dal fatto che i Guardiani fossero diventati "grassi di forza e potenza" e li ricompensò ancora una volta. Calus quindi disse ai Guardiani che aspettava il giorno in cui sarebbero stati al suo fianco quando arriverà la fine.

### Legionario
I Legionari costituiscono la spina dorsale dell'esercito Cabal, sfruttano i potenti reattori per compiere balzi sul campo di battaglia per sorprendere il nemico da una posizione inaspettata e falciarli con i potenti fucili a slug mentre altre unità le tengono impegnate. In Destiny 2 possiedono una lama al polso per attaccare in mischia ma possono anche lanciarla e usarla come granata.
Liberatore standard
Variante più forte del Legionario a bordo del Leviatano i quali possono recuperare le chiavi perse o rubate che sbloccano le porte che conducono a diverse sezioni del Raid.

### Falange
Unità simile al Legionario, possiedono un possente scudo antisommossa praticamente inscalfibile che usano anche per pestare gli stolti che si avvicinano troppo ma rinunciano a compiere i balzi e sostituiscono il fucile a slug con una mitraglietta, l'unico modo per sconfiggerli è prenderli alle spalle o fargli perdere l'equilibrio oppure spararli ai piedi. In Destiny 2 possiedono scudi energetici che si possono estendere, permettendo loro di proteggere più alleati, ma vulnerabili al centro.

### Bestia da guerra
Animali feroci che vengono schierati dai Cabal come truppe d'assalto. La loro vulnerabilità viene compensata con l'impiego di grandi numeri, agilità e ferocia.

### Incendiario
Truppe dotate di lanciafiamme schierate per incenerire sia la fanteria che le infrastrutture. Se si trovano nelle vicinanze di un nemico, emettono una ondata di fuoco che respinge e brucia i bersagli. I loro serbatoi, posizionati dietro la schiena, se colpiti possono causare un'esplosione.
Incendiari Inarrestabili
Variante Campione degli Incendiari, estremamente resistente a tutti i danni e di indole molto più aggressiva di quelli normali. Caricano di continuo i nemici, bruciandoli finche non sono abbastanza vicini per emettere l'ondata di calore respingente.  Per fermarli occorre usare armi o abilità stordenti, bloccandoli sul posto per qualche secondo e rimuovendo la loro resistenza.

### Gladiatore
Guerrieri Cabal di grossa statura e dotati di un'incredibile forza, agilità, resistenza e due enormi mannaie. Caricano senza paura e implacabilmente contro le linee nemiche.
Bagnante cerimoniale
Variante estremamente potente del Gladiatore presente nelle Piscine Reali del Leviatano.

### Centurione
Comandanti di campo altamente specializzati e tatticamente sapienti, coordinano gli altri Cabal e gestiscono la rete di rifornimenti di munizioni e uomini tramite le loro avanzate armature. Spesso armati con un lanciagranate automatici e scudi Solari, sono parecchio ostici. In Destiny 2 sono armati di potenti cannoni esplosivi a vuoto e possono rimanere a mezz'aria per alcuni secondi, potendo usufruire di una visuale maggiore per colpire i nemici.
Portatore standard
Variante più forte del Centurione a bordo del Leviatano i quali custodiscono le chiavi che i Guardiani devono usare per sbloccare le porte che conducono a diverse sezioni del Raid Il Leviatano.

### Psionico
Unità piccole e veloci, appartenenti ad un'altra specie schiavizzata dai Cabal. Iper-intelligenti, velocissimi e imprevedibili, posseggono anche abilità psioniche tra le quali creare onde di energia o bombardamenti psicocinetici. In Destiny 2 possono usare fucili di precisione e il loro attacco psionico genera una sfera in grado di sbalzare via i nemici.
Consigliere
Variante degli Psionici facente parte dei Lealisti a bordo del Leviatano. Galleggiano a mezz'aria e sono circondati da uno scudo che blocca tutti i proiettili.

### Colosso
Unità super-pesante dell'esercito Cabal scelti tra i soggetti più possenti e capaci, equipaggiati con una spessa armatura, un mitragliatore a canne rotanti e sono anche in grado di sparare missili dal retro dell'armatura. In Destiny 2 i missili possono anche accecare e rallentare i bersagli, e alcuni Colossi possono essere armati con un Lanciaslug ad Arco in grado di sferrare colpi mortali.
Colossi Barriera
Variante Campione dei Colossi, molto resistenti ed in grado di creare una cupola su di loro quando vengono danneggiati. Per poterla distruggere occorre usare armi anti-barriera o abilità perforanti, stordendo quindi il Colosso.

### Carro Goliath
Velivoli super pesanti armati con mitragliette e cannoni di energia, e vista la loro mobilità possono anche caricare i nemici. Sono danneggiabili in maniera consistente sparando ai cingoli propulsori sui lati.

### Scorpius
Torrette meccaniche che scatenano una raffica di fuoco balistico sui loro bersagli.
Scorpius vulcanico
Scorpius che al posto delle mitragliatrici sono dotati di un lanciafiamme.
Osservatore
Variante dello Scorpius usata sul Leviatano, gli Osservatori sono droni di sicurezza che possono rilevare gli intrusi, richiamando rinforzi Cabal, e possono proteggersi con uno scudo che può essere disabilitato sconfiggendo i rinforzi. Una volta distrutto esploderà uccidendo chiunque sia abbastanza vicino.

## Corrotti
Anche noti col nome di Ombre, non si tratta di una vera e propria razza ma di una fazione creatasi dal potere di Oryx. Questi guerrieri hanno l'aspetto delle razze aliene elencate precedentemente che Oryx ha per definizione "corrotto", facendo leva sulle loro paure e sbloccando nuove potenti abilità legate a esse per combattere i guardiani - i Vex vengono, invece, "riprogrammati". Si contraddistinguono per il loro corpo nerastro che emana dalle braccia in giù una luce fatua, e sulla testa un cerchio bianco. Essendo evocati da Oryx non li troveremo mai a combattere contro l'Alveare, ma di conseguenza combatteranno con tutte le altre specie con cui entreranno in contatto. Si pensava che Oryx fosse l’unico in grado di utilizzare il potere del Profondo per corrompere la vita, ma questa teoria fu smentita quando il suo servitore Malok cercò di controllare il potere del suo re, e l'Atollo, grazie alle Tecnidi e a Variks, riuscì a infondere il potere dei Corrotti nella Prigione degli Anziani in armi e armature. Due anni più tardi durante la Guerra Rossa i Corrotti invasero la Zona Morta Europea e corruppero una foresta al cui interno vi era un frammento del Viaggiatore mentre altri si ritrovarono su Io per assorbire la Luce del Viaggiatore. Anche un comandante della Legione Rossa è stato in qualche modo convertito in Corrotto, nonostante Oryx fosse morto. Ikora dedusse che i Corrotti agivano sotto un nuovo potere superiore. Tutto ciò riconduceva a Savathûn, sorella di Oryx e Regina Strega dell'Alveare, in quanto venne citata per nome attraverso dei manufatti e alcuni dei titoli dei Corrotti. Gli Psionici della Legione Rossa riuscirono a imbrigliare con successo la loro energia per infondere sé stessi e i loro superiori con armi e protezioni. Tuttavia questo sforzo venne fermato dal Guardiano. Su Io, Ikora e Asher Mir scoprirono che i Corrotti avevano stabilito un punto d'appoggio e che cercavano di evocare un gran numero di loro sulla luna. Il Guardiano intervenne e disattivò il portale che avevano evocato. I Corrotti trovarono anche un modo per trasformare i Vex locali con l'intenzione di corrompere una mente Vex e violare la loro rete per controllarli, ma anche qui vennero fermati. Ad un certo punto, i Corrotti infestarono la Città Sognante come risultato del passaggio di Oryx nella sacra casa degli Insonni. Dopo la sua morte, Savathûn assunse il controllo parziale dei Corrotti attraverso un potere sconosciuto, concedendo a Riven, un'Ahamkara corrotta, il potere di corrompere il cuore della città. Tuttavia, grazie ai Guardiani, Riven fu uccisa, ma nei suoi ultimi momenti, espresse un ultimo desiderio, per consentire alla Città Sognante di finire corrotta. Sebbene Riven sia stata uccisa, Savathun continuò a progettare e ad accumulare il controllo sui Corrotti. Inoltre, altrettanto preoccupante, Xivu Arath, la sorella minore di Oryx e Dio della Guerra dell'Alveare, decise di assumere il controllo dei Corrotti e dell'Alveare all'interno del Sistema Solare, inoltre si scoprì che aveva impiegato il suo Alveare e i Corrotti per rubare delle pericolose reliquie degli Insonni. Fortunatamente, i Guardiani sono stati in grado di rintracciare queste reliquie e recuperarle prima che gli agenti di Xivu Arath e i campioni Corrotti potessero usarli a loro vantaggio.

### Schiavo corrotto
Gli Schiavi sono sempre stati la carne da macello dell'Alveare, venendo scagliati in grandi quantità contro i nemici ma risultando sempre fragili. Corrompendoli, Oryx li ha resi inafferrabili, donandogli la capacità di teletrasportarsi per brevi tratti, rendendoli più sfuggenti, e di colpire i nemici con energia Solare.

### Accolito corrotto
Gli Accoliti, nonostante siano più forti degli Schiavi, non hanno rappresentato una minaccia, specie se da soli. Oryx gli ha sviluppato l'abilità di poter generare accanto a loro un Occhio dell'Accolito, una specie di torretta simile all'Urlatore che spara a tutti i bersagli nemici nelle vicinanze, e armandoli con un trinciatore ad Arco.

### Cavaliere corrotto
I Cavalieri sono il grado più alto dei guerrieri dell'alveare, ma si difendono con i loro scudi per paura di morire e perdere ciò che hanno conquistato. Oryx li ha potenziati dandogli la capacità di scagliare dai loro occhi dei colpi Solari che bruciano il terreno e la capacità di teletrasportarsi per brevi distanze e i loro cannoni sparano energie del Vuoto. A seguito dell'arrivo della Flotta Nera, è possibile trovarli armati anche di cannoni da stasi, in grado di rallentare e congelare i bersagli.

### Maliarda corrotta
Nonostante la loro forza le Maliarde si sono rese temibili grazie ai soldati che le accompagnano e ai loro scudi, che se distrutti lasciano le fautrici dell'Alveare alla mercé dei nemici. Oryx, oltre ad averle sviluppato uno scudo fatto di Vuoto e colpi Solari, le ha donato la capacità di evocare degli Schiavi ombra e di scagliarli contro chiunque vogliano loro.

### Orco corrotto
Gli Orchi corrotti hanno sostituito il Vuoto dei loro attacchi fisici e oculari con l'energia ad Arco. In Destiny 2 la loro raffica di colpi diventa un singolo colpo semiautomatico, rendendoli meno soppressivi ma più dannosi, con la possibilità di respingere i bersagli se sono in aria.
Orchi Mangialuce
Orchi corrotti presente durante lo scontro finale con Oryx, caratterizzati dal corpo bianco e la testa rossa. Una volta sconfitti lasceranno cadere delle bolle che devono essere detonate per impedire a Oryx di rigenerare la salute.

### Psionico corrotto
Nonostante le loro abilità psichiche gli Psionici sono fragili, perciò Oryx gli ha donato non solo dei fucili ad Arco ma anche l'abilità di replicarsi, e di conseguenza di essere diventati dei nemici molto temibili in quanto sparano molto rapidamente e i cloni hanno piena salute.

### Falange corrotta
Le Falangi dei Cabal hanno lo scopo di assorbire i danni dei nemici, lasciando però il compito di finirli ai compagni. Oryx, oltre a un fucile ad Arco, gli ha donato l'abilità di scagliare una potente onda ad Arco dai loro scudi bucati, che gli permette di lanciare lontano chiunque si avvicini a loro.
Falangi Inarrestabili Corrotte
Variante Campione delle Falangi Corrotte, altamente resistenti a tutti i danni subiti. Caricano senza sosta i solo bersagli per poterli sbaragliare con l'ondata dello scudo, ora più dannosa. Per fermarle occorre usare armi o abilità stordenti, bloccandole sul posto e rimuovendo la loro resistenza per qualche secondo.

### Centurione corrotto
Vista la loro pericolosità i Centurioni sono sempre il bersaglio primario dei guardiani, che prima o poi riusciranno a farli cadere. Oryx, oltre a uno scudo ad Arco e un fucile di Vuoto, gli ha donato l'abilità di teletrasportarsi per brevi distanze e poter lanciare una sfera d'energia capace di individuare e inseguire il nemico ovunque esso si trovi.

### Vandalo corrotto
Benché i Vandali non siano dei degradati come i Reietti - oltre ad averne il comando - devono sottostare al loro Capitano e non hanno autorità. Oryx li ha resi più forti donandogli l'abilità di generare una sfera di energia che li guarisce dagli attacchi nemici all'interno e armandoli di fucili a energia Solare e lanciashrapnel ad Arco.

### Capitano corrotto
I Capitani sono il simbolo di comando dei Caduti e ognuno di loro vorrebbe essere promosso a questo grado, anche al costo di uccidere. Oryx li ha resi ancora più temibili donandogli l'abilità di scagliare un globo oscuro contro il nemico, che lo rende ceco temporaneamente, e munendoli di spade e lanciashrapnel ad Arco e uno scudo Solare.

### Goblin corrotto
I Goblin corrotti hanno sviluppato l'abilità di proteggere i loro alleati vicini tramite uno scudo. Tale passaggio viene interrotto con la morte del Goblin corrotto o l'accecamento. Sono inoltre armati con un fucile di Vuoto e un cannone Solare.

### Hobgoblin corrotto
Gli Hobgoblin corrotti, come la loro versione non corrotta, sono ancora degli esperti cecchini con dei fucili di Vuoto, e vista la loro pericolosità che li rende bersagli primari Oryx gli ha conferito la capacità di bersagliare il nemico con delle potenti sfere energetiche a ricerca quando vengono colpiti. A seguito dell'arrivo della Flotta Nera, possono essere armati anche di cannoni da stasi, in grado di rallentare e congelare i bersagli.
Hobgoblin Sovraccarichi Corrotti
Variante Campione di Hobgoblin Corrotti, armati di fucili da cecchino o cannoni da stasi e in possesso di una versione potenziata delle sfere a ricerca, quando danneggiati rilasciano sciami su sciami di sfere che bombardano i bersagli vicini. Possiedono inoltre una potente rigenerazione della salute passiva. Per affrontarli occorre usare armi o abilità in grado di causare disturbo, stordendo l'Hobgloblin corrotto e lasciando senza rigenerazione e sfere per qualche secondo.

### Minotauro corrotto
I Minotauri corrotti hanno ottenuto un cannone Solare e la capacità di diventare invisibili, e sono spesso seguiti da dei Goblin corrotti per ricevere supporto.

### Idra corrotta
Le Idra corrotte perdono il loro scudo semicircolare diventando molto più vulnerabili, ma se si avvicina troppo a loro esplodono in una violenta deflagrazione. In Destiny 2 guadagnano lo scudo semicircolare perdendo, però, l‘esplosione.

### Eco di Oryx
Questa creatura non è altro che l'ombra di Oryx dotata di coscienza propria. Questo "eco" è in grado di combattere autonomamente e di teletrasportarsi in qualsiasi luogo essi voglia. Lo incontreremo nella trama principale dell'espansione, nella parte finale dell'incursione e in molte missioni secondarie.

### Chimera
Le Chimere sono in realtà dei Servitori che sono stati fusi con della carne viva e imbevuti dell'energia dei Corrotti che si presenta con l'aspetto di tentacoli traslucidi, con al posto dell'occhio centrale una bocca dotata di file di zanne e dalla quale sparano proiettili di Vuoto e colpi a ricerca simili a quelli dei Centurioni corrotti. Inoltre sono in grado di evocare delle bolle corrotte per proteggersi finché non vengono distrutte.

## Diavoli tecnosimbionti
Questi nuovi nemici sono un gruppo di Tecnosimbionti radicali del Casato dei Diavoli infettati e biologicamente modificati dal potere della SIVA, un'antica tecnologia che hanno scoperto sotto la superficie terrestre. Al contrario dei normali Caduti, i Tecnosimbionti vedono nella SIVA non un nuovo dio ma la possibilità di diventare loro stessi degli dei. I Diavoli tecnosimbionti sono molto diversi dai Caduti normali, sia per l'aspetto (caratterizzato da parti robotiche molto sporgenti e dal colore tendente al bianco, al nero e al rosso) e per le loro abilità completamente differenti. Aksis sperimentò su sé stesso le potenzialità della SIVA, diventando completamente un essere meccanico e autonominandosi Arconte Primo ed esortando i suoi seguaci a evolversi con la nanotecnologia. Dopodiché resuscitò Sepiks Primo volendolo far diventare un esempio delle potenzialità della SIVA in modo che tutto il Casato dei Diavoli si fosse unito a loro. Tuttavia, i Tecnosimbionti non capirono come utilizzare bene la SIVA per i propri scopi, così decisero di imparare i segreti della sua progettazione negli archivi di Clovis Bray su Marte, esponendosi agli attacchi dei Cabal ma riuscendo a comprendere alcune basi della SIVA, oltre che dell’esistenza della Camera di Replicazione nel Sito 6 dove trovarono i resti dei Signori del Ferro. Volendo scoprire ancora di più sulla SIVA, i Tecnosimbionti inviarono Sepiks e un gruppo di Caduti ad assediare il Tempio del Ferro, ma un Guardiano, avvertito da Lord Saladin, glielo impedì mettendo in fuga il Servitore. Da qui cominciò la Crisi della SIVA, che portò i Guardiani a scontrarsi contro i Diavoli tecnosimbionti fino ad arrivare alla Camera di Replicazione e distruggerla, lasciando i Tecnosimbionti con solo la SIVA rimasta. Dopodiché, coadiuvati da Shiro-4, distrussero definitivamente Sepiks e fermarono gli esperimenti del Sommo Prelato dei Tecnosimbionti Kovik sull’Alveare. Il potere dei Diavoli tecnosimbionti ebbe fine quando una squadra di Guardiani assediò il loro quartier generale uccidendo l’Arciprelato Vosik, distruggendo la macchina d’assedio che aveva provocato il cedimento della muraglia e infine scesero nel Complesso della Perfezione dove, grazie alla stessa SIVA, riuscirono a sconfiggere Aksis. Mesi dopo i Diavoli tecnosimbionti cercarono di trovare un nuovo leader, e nella disperazione si allearono con l’equipaggio di Taniks lo Sfregiato, riportando in vita il mercenario con la SIVA. Fortunatamente le loro comunicazioni furono intercettate da Variks che informò l’Avanguardia, la quale mandò una squadra di Guardiani i quali, nonostante le nuove capacità di Taniks, riuscirono ad eliminare ancora una volta il Caduto e disperdendo di nuovo i Tecnosimbionti.

### Stiletto tecnosimbionte
Gli Stiletti tecnosimbionti hanno le stesse abilità di tutte le loro controparti ma si muovono e sparano molto più velocemente.
Mangiatori di voltaggio
Stiletti pesanti che affiancano Vosik con il compito di drenare l'energia che serve ai Guardiani per abbassare lo scudo dell'Arciprelato.

### Reietto tecnosimbionte
I Reietti tecnosimbionti vengono dotati di gambe meccaniche che gli consentono un'elevata velocità. Inoltre le loro granate rilasciano una nuvola dannosa alla detonazione e i loro colpi seguono una traiettoria a zig-zag risultando più imprevedibili. Fortunatamente, come la controparte originale, sono molto deboli.

### Vandalo tecnosimbionte
I Vandali tecnosimbionti possiedono delle armi dalla potenza di fuoco più rapida del normale, inoltre, quando la loro salute è bassa si avvicinano al nemico sferrando un potente colpo corpo a corpo.

### Capitano tecnosimbionte
I Capitani dei Caduti erano già potenti prima, ma il tecnovirus della SIVA ha aumentato queste loro caratteristiche potenziando incredibilmente le loro armi e fornendoli di uno scudo di Vuoto.

### Camminatore tecnosimbionte
I Camminatori tecnosimbionti possiedono una velocità d'attacco più elevata del normale e il loro cannone laser è in grado di sparare proiettili a ricerca.

### Servitore tecnosimbionte
I Servitori mutati dalla SIVA, oltre a fornire supporto ai Caduti tecnosimbionti, sono stati migliorati nell'offensiva, incrementando la velocità e il numero a tre dei loro colpi oculari e rendendoli a ricerca.
Servitori Solari, ad Arco e da Vuoto
Coppia di Servitori tecnosimbionti di ciascun elemento che aiutano Aksis durante la battaglia e che devono essere distrutti per raccogliere le cariche di SIVA da renderlo vulnerabile.

## Infami
Gli Infami nacquero da alcuni Reietti che, per ironia della sorte, vennero scacciati dal Casato dell'Esilio, raggruppandosi e prosperando attraverso la reciproca spietatezza e ingenuità, e rubando varie scorte di etere dagli insediamenti degli altri Caduti; alla loro guida si fecero avanti otto Baroni tra i più forti e audaci di loro. Approfittando della mancanza di leadership nell'Atollo dopo la Guerra dei Corrotti, gli Infami terrorizzarono gli insediamenti sia dei Caduti che degli Insonni, degradando la civiltà, una volta prospera, in una frontiera senza legge. Qualche tempo dopo la Guerra Rossa, l'Avanguardia dei Cacciatori Cayde-6 riunì un piccolo gruppo dei suoi Guardiani più fidati e, con l'assistenza del comandante reggente Petra Venj, braccò i Baroni. Alla fine, i Baroni furono sconfitti e quelli non uccisi furono rinchiusi nelle profondità della Prigione degli Anziani. Solo uno, il loro Arconte, Fikrul il Fanatico, riuscì a scappare. Un anno dopo la Guerra Rossa, il Principe Uldren Sov strinse un'alleanza con Fikrul e insieme organizzarono un'evasione di massa dalla Prigione degli Anziani volta a liberare gli altri sette Baroni. Durante l'evasione, i Baroni e Uldren uccisero Cayde-6, fuggendo verso la Riva Contorta che proclamarono nuovo territorio degli Infami. Dopo la loro liberazione, entrarono in una guerra civile con il Casato del Crepuscolo, ed essendosi stabiliti con la forza sulla Riva Contorta si sono messi contro il Caduto conosciuto come il Ragno, il quale strinse un'alleanza con i Guardiani per riprendersi la Riva. A seguito della morte di Uldren e dei Baroni, gli Infami iniziarono a razziare anche la Città Sognante, rimanendo però senza una guida precisa a causa delle rappresaglie dei Guardiani alla Tana Cava sulla Riva, vedendo il loro capo Fikrul abbattuto a più richiami fino farlo scacciare dall'Atollo. Con l'arrivo della Flotta Nera, iniziarono a prendere ordini da Xivu Arath e dal Testimone, attaccando il Tronomondo di Savathûn, cercando di proteggere la Piramide Sommersa ivi presente e sabotando le operazioni dell'Alveare Lucente. Gli Infami indossano generalmente armature rozzamente elaborate di colore giallo o viola, disprezzano i Servitori ed agiscono in maniera più aggressiva rispetto alle altre razze aliene.

### Paramita
I Paramiti sono unità kamikaze simili agli Schiavi maledetti, che corrono a quattro zampe nel tentativo di distruggere i loro nemici con un'esplosione molto più vasta. A causa del fatto che sono stati fatti risorgere con l'etere impuro un numero eccessivo di volte, questi Caduti si sono orribilmente deformati e hanno perso la loro sanità mentale tornando agli istinti bestiali.

### Predatore
I Predatori sono Reietti che vengono rianimati dall'etere impuro andando a ingrossare le file degli Infami. Oltre alle pistole e granate ad arco sono armati di una mazza.

### Devastatore
I Devastatori sono i membri d'assalto degli Infami, Caduti incentrati sul corpo a corpo i quali brandiscono dei mazzafrusti che sono delle torce infuocate. In battaglia, caricano i loro nemici mentre tentano di far oscillare i loro enormi mazzafrusti contro di loro. Essendo senza testa, è possibile sparare all'incensiere del mazzafrusto per farlo esplodere. Di rado è possibile incontrarne una variante armata con mazzafrusti da Stasi che rallentano e congelano al posto di incendiare.

### Fantasma
I Fantasmi sono tra i più feroci e selvaggi degli Infami, altamente resistenti e armati con due torce infuocate usate come mazze per polverizzare e bruciare i loro avversari con attacchi feroci.

### Razziatore
I Razziatori sono la variante dei Vandali negli Infami, in grado di scagliare seghe circolari di vuoto dai loro fucili o colpire da notevole distanza con le loro balestre; inoltre possono ammantarsi di etere impuro diventando intangibili e spostarsi più velocemente sul campo di battaglia.

### Spia
Le Spie sono Caduti che proteggono sé stessi e i compagni con un piccolo scudo circolare, e sono armati di una pistola ad arco. L'unica parte del corpo non protetta sono le gambe, fatto che li renderà brevemente scoperti.

### Abominio
Questi Caduti sono stati riportati in vita così tante volte che alla fine, come dice il nome, sono diventati delle feroci bestie con un aspetto che ricorda molto quello degli Orchi dell'Alveare. Grazie alla loro mole enorme sono molto resistenti e possono scagliare potenti fulmini di energia ad arco dalle mani o scatenare un'onda d'urto a distanza ravvicinata.
Abomini Inarrestabili
Variante Campione degli Abomini, estremamente resistenti a tutti i danni e di indole più aggressiva. Caricano di continuo i bersagli, sparando fulmini dalle mani in corsa, per poter eseguire uno schianto elettrico più potente. Per fermarli è necessario usare armi o abilità stordenti, bloccandoli quindi sul posto e rimuovendo la loro resistenza per qualche secondo.

### Capo
I Capi sono la variante dei Capitani negli Infami, e hanno la possibilità di posizionare dei totem in grado di produrre vari effetti in base al loro elemento: i totem solari agiscono come torrette lanciafiamme girevoli, i totem ad arco attraggono i nemici facendone facili bersagli, mentre i totem del vuoto proiettano dei raggi che proteggono gli alleati vicini.
Capi Sovraccarichi
Variante Campione dei Capi, dotati di una forte rigenerazione passiva della salute ed in grado di usare tutti e tre i tipi di totem elementali allo stesso tempo. Per affrontarli occorre usare armi o abilità in grado di causare disturbo, stordendo il campione e lasciandolo senza rigenerazione per qualche secondo. Stordire i Capi Sovraccarichi distrugge all'istante tutti i totem attivi.

## La Flotta Nera
La Flotta Nera è una flotta di navi nere a Piramidi, estremamente avanzate tecnologicamente ed in grado di piegare la paracasualità come i Guardiani fanno con la Luce. Sono guidate dalla figura del Testimone ed inseguono il Viaggiatore da quando la razza originaria che compone la figura del Testimone stesso cercò di collegarlo al Velo. Le tecnologie delle Piramidi son per la maggiore in grado di manipolare energie risonanti dell'Oscurità, rimodellando i loro interni e percorsi a piacimento di chi le comanda. I ruoli di rilievo nella Flotta Nera sono gestiti dai Discepoli del Testimone, agendo in suo nome come araldi. Fautori del Crollo dell'umanità, invasero il Sistema di Sol come fecero per innumerevoli altre razze, mandando la razza umana sull'orlo dell'estinzione. Furono scacciato dalle azioni contemporanee di Savathûn, che ingannò il Testimone, e del Viaggiatore che le respinse, rimanendo poi dormiente fino alla fine della Guerra Rossa. Con la morte di Dominus Ghaul, vennero attirate nuovamente nel sistema di Sol a causa dell'ondata di Luce che il Viaggiatore sprigionò. Sulla Luna venne rinvenuta la schiantata Piramide del Discepolo Nezarec che, a seguito del suo ritrovamento da parte di Eris, iniziò a generare incubi. Dopo la sventata minaccia dell'Onnipotente cabal grazie a Rasputin, la Flotta Nera arrivò e mise offline la Mente Bellica, dimostrando che le armi convenzionali sono inefficaci contro di loro. I Guardiani iniziarono ad avere interazioni più frequenti con le Piramidi, attingendo da esse la capacità di manipolare la Stasi per fermare la Kell Eramis su Europa. Dopo la morte di Savathûn, la Piramide Sommersa ed il Discepolo Rhulk al suo interno si risvegliarono, minacciando di prendere possesso del Tronomondo grazie ad una super-arma chiamata la Capovolta, in grado di distruggere i pianeti. A seguito della conversione di Calus a Discepolo e la distruzione della rete di Warsat col sacrificio di Rasputin, la Flotta Nera giunse infine all'orbita della Terra per scontrarsi col Viaggiatore e l'Avanguardia. Nonostante gli sforzi dell'Ultima Città per difendere la Terra e del Guardiano a fermare Calus su Nettuno, il Testimone creò il portale per il Pallido Cuore e vi entrò, portandosi dietro il resto della Flotta e lasciandosi alle spalle la sua nave personale, oramai danneggiata e semi-terraformata, con il Discepolo Nezarec, rinato a causa di un albero dalle ali d'argento lì cresciuto a seguito del raggio rilasciato dal Viaggiatore. Il Testimone sfrutta come intermediari fazioni appartenenti alle altre razze, potendo contare su: i Corrotti che gli sono direttamente subordinati, la Legione Ombra di Calus dei cabal, il Casato della Salvezza dei Caduti, l'esercito dell'Alveare di Xivu Arath e la Divisione Sol dei Vex. A seguito del suo ingresso nel Pallido Cuore del Viaggiatore, il Testimone iniziò a sfruttare la Luce per creare anche un suo esercito, chiamato Terrori.

### Tormentatori
Servi diretti del Testimone, presumibilmente discepoli della Divinità Ultima del Dolore Nezarec, queste grottesche creature si presentano come dei grossi bruti armati di falce imbevuta di energia a vuoto soppressiva. Possono lanciare proiettili a vuoto a ricerca da lontano, sbattere la falce a distanza ravvicinata, sopprimendo i bersagli e causando gravi danni e far ruotare la falce sopra di loro per creare una tempesta rotante di proiettili a vuoto. Quando compaiono sul campo di battaglia, sono rossi e sono danneggiabili sparando solo alle spalle luminose. Dopo aver distrutto la loro protezione, diventano neri e vanno in stato di berserk, caricando i loro nemici con ferocia. In questo stato sono vulnerabili ai danni ma possono eseguire schianti soppressivi dall'alto e effettuare prese mortali sui Guardiani.

### Soggiogatori
Creature simili di aspetto al Discepolo Rhulk, alte ed armate di lance, ne esistono due varianti: una in grado di usare la Telascura (Araldo) e l'altra la Stasi (Presagio). Gli Araldi sparano rose di proiettili dalle loro lance e possono emettere ondate sospensive per fermare i Guardiani, i Presagi sparano invece proiettili da Stasi sulla distanza e possono creare cristalli dal terreno per rallentare i loro bersagli, per poi emettere una ondata che li frantuma tutti. I Soggiogatori sono molto resistenti, entrano in stato di berserk quando scendono sotto metà vita e possono fornire alle altre unità dei Terrori delle torrette simili alle Anime ad Arco degli stregoni.

### Arcigni
Creature volanti armate di pistola con colpi traccianti e in grado di eseguire schivate aeree, possono emettere delle urla che stordiscono i loro bersagli in un cono, rallentandoli.

### Simulacri
Unità corpo a corpo simili ai predoni dei Caduti, veloci ed in grado di lanciare granate che esplodono tre volte. Se uccisi senza fare colpi precisi, rilasciano una specie di verme volante che insegue i bersagli e gli esplode addosso, ma è comunque possibile distruggerli.

### Attendenti
Psionici cabal alterati con le tecnologie risonanti delle Piramidi, si comportano come psionici comuni ma possono emettere campi da stasi sulla distanza per rallentare e congelare i loro bersagli.

### Tessitrame
Psionici cabal alterati con le tecnologie risonanti delle Piramidi, si comportano come psionici comuni ma in grado di creare onde da telascura per attirare a sé i loro bersagli.